# Ensenada (Baja California)
Ensenada (en kiliwa:  Ja tay juwaat u o Uwa maay) es una ciudad mexicana, cabecera del municipio homónimo, en el estado de Baja California. Está situada a 31° 52′ de latitud norte y a 116° 37′ de longitud oeste. La ciudad se localiza aproximadamente a 110 km (75 millas) del punto más cercano de la frontera México-Estados Unidos, en la costa mexicana del océano Pacífico y fue fundada por Juan Rodríguez Cabrillo. Ensenada fue la capital de Baja California de 1882 a 1915, cuando la capital fue trasladada a Mexicali. 
A la fecha, la ciudad es un centro turístico para millones de visitantes al año por ser conocida como la capital del vino mexicano, capital mundial del Off Road y cuna del surf mexicano; además su gastronomía es tan importante que fue la primera Ciudad de México en formar parte de la Red de Ciudades Creativas de UNESCO desde 2015.
En agosto de 2015 se obtuvo la certificación del Puerto de Ensenada como el primer puerto verde de México y segundo en Latinoamérica. Además, es el puerto más visitado del Pacífico con más de 700 000 cruceristas al año lo que lo posiciona como uno de los puertos más visitados de México.
En 2018 fue declarada la "Zona Metropolitana de Ensenada" la cual comprende Ensenada, El Sauzal de Rodríguez, ex Ejido Chapultepec, Maneadero, El Zorrillo y Esteban Cantú, Estero de Punta Banda y La Joya (estas últimas 4 localidades pertenecen a la delegación de Maneadero). Esta zona metropolitana está formada por delegaciones y centros de población aledaños a la cabecera municipal. 
El municipio de Ensenada cuenta con dos parques nacionales ubicados al sureste de su territorio: el parque nacional Constitución de 1857 (sierra de Juárez) y San Pedro Mártir, donde se ubica el Observatorio Astronómico Nacional. Ensenada es punta de lanza en investigación científica, tanto básica como aplicada, y ha sido declarada por el ayuntamiento local como Ciudad del Conocimiento.

## Orígenes de la ciudad
A la llegada de los españoles, habitaron en la zona indígenas del grupo yumano, de los cuales aún existen grupos tribales de kiliwas, paipái y kumiai.
El 17 de septiembre de 1542 arribaron a la Ensenada de Todos los Santos los buques españoles El Salvador y Victoria al mando del explorador español, natural de Palma del Río, Juan Rodríguez Cabrillo quien cumplía la misión de explorar la costa norte del océano Pacífico por instrucciones del primer virrey de Nueva España, Don Antonio de Mendoza. Tomaron posesión del lugar en nombre de la Corona Española y nombraron al puerto San Mateo en honor del evangelista cuya fiesta se celebra el 21 de septiembre. Permanecieron siete días explorando la región y después reanudaron su viaje rumbo al norte.
No tuvo mayor trascendencia esta visita, con excepción de que la bahía quedó registrada en las cartas de navegación españolas. Casi sesenta años después hace su aparición en la costa californiana el capitán general español Sebastián Vizcaíno al frente de un viaje de expedición y levantamiento cartográfico de la costa de California, que tenía por objeto encontrar puertos de refugio para los galeones españoles que venían de las Filipinas. Como llegó a la bahía el 2 de noviembre de 1602 la rebautizó con el nombre del santoral, Ensenada de Todos Santos, por la fecha del descubrimiento, aunque el nombre oficial de la ciudad es Ensenada y el de la bahía es Todos Santos, por convención se llama simplemente Ensenada tanto a la bahía, como al puerto. En cuanto a la ciudad, sencillamente: Ensenada.
La región se mantuvo casi deshabitada durante los siglos XVII y XVIII, a excepción de ciertos grupos indígenas seminómadas.

## Historia
Los primeros pobladores que habitaron las tierras del actual municipio de Ensenada fueron descendientes del tronco lingüístico de los Yumanos que se dividían en varios grupos indígenas (Cucapás, Kiliwas, Kumiai, Paipáis y Cochimíes).
El 2 de marzo de 1804,  José Manuel Ruiz le pidió al gobernador Joaquín de Arrillaga un terreno cerca de la bahía. El gobernador accedió. Posteriormente, el 5 de julio de 1805, el sargento Estanislao Salgado hizo el deslinde del predio. El 30 de abril de 1806, el gobernador notificó la cesión al alférez Ruiz. El terreno amparaba dos sitios de ganado mayor, equivalentes a unas 3510 hectáreas, que limitaban al oeste con el litoral del Pacífico, al este hasta la serranía, al sur con lo que hoy es Maneadero y al norte con el Arroyo del Carmen. Fue así que José Manuel Ruiz se convirtió en el primer colono de Ensenada. Su nombre se encuentra en una de las calles principales de la ciudad.
El 9 de octubre de 1824, el señor Ruiz traspasó la propiedad a su yerno Francisco Xavier Gastélum casado con su hija Salvadora. Después de sucesivos traspasos y ventas, el 17 de marzo de 1887, el terreno quedó en poder de la Compañía Internacional de México. Posteriormente, la señora María Amparo Ruiz de Burton, nieta de don José Manuel Ruiz, entabló un litigio en contra de la compañía demandando la propiedad del terreno. El juicio fue prolongado y obtuvo celebridad internacional. Al final, la señora María Amparo Ruiz perdió el litigio.
En 1824 fue elaborada la primera ley política llamada Acta Constitutiva donde se otorga nombre legal y categoría política de Territorio federal de Las Californias.
La región sufrió una invasión el 29 de noviembre de 1853 por William Walker y acompañantes, quienes querían formar una República independiente de México con el nombre de Sonora-Baja California. Construyó el Fuerte Mc Kibbin en donde actualmente es la calle Tercera y Av. Gastélum, donde levantó la bandera de la República de Sonora y Baja California. Pero Antonio Meléndrez y rancheros ensenadenses lograron expulsarlos hasta la línea fronteriza en la Batalla del Ciprés.
En 1856, siendo José María Blancarte el jefe político, se decretó el Estatuto Orgánico del Territorio de Baja California conforme al Plan de Ayutla, donde el territorio peninsular se dividiría en Norte y Sur y se establecían las primeras 8 municipalidades de la Península, las que fueron La Paz, San Antonio, San José, Santiago,Todos Santos, Comondú, Mulegé y Santo Tomás de la Frontera (Ensenada). Es por esto que se dice que Ensenada fue el primer municipio de Baja California.

Bandera que levantó William Walker en la calle Tercera y Av. Gastélum, al proclamar la República de Sonora y Baja California. Las estrellas representan los dos estados

 Ensenada toma mayor importancia gracias al descubrimiento de algunas minas en el Valle de San Rafael. A principio de 1873 se descubrió oro en el sitio denominado Japa, 50 kilómetros al este de Real del Castillo. Ello provocó un desplazamiento de varios de sus habitantes hacia dicho punto y de personas de origen mexicano procedentes de la Alta California. Buscadores de oro estadounidenses cruzaron y los pocos pobladores de Baja California migraron al naciente lugar. Para agosto, el lugar tenía más de 400 gambusinos buscando el preciado material. Gracias a eso, comerciantes del puerto de San Diego abrieron sus tiendas en el poblado y corrían líneas de diligencia entre la bahía de San Diego y las minas. El lugar contaba con más de 1500 habitantes para 1875. Con el tiempo, Ensenada se convirtió en la vía de entrada de mercancías y provisiones de San Diego y San Francisco, con destino a los centros mineros. Sin embargo, tres años después las minas decayeron y la fama de Real del Castillo fue declinando.
Durante el auge de las minas en Real del Castillo, Ensenada comenzó a poblarse con comerciantes, pescadores y rancheros, que intercambiaban y vendían sus productos a los habitantes de la capital. Es por esto que Ojos Negros fue un impulsor para la ciudad y cuando las minas de oro se terminaron y la delincuencia aumentó, se popularizó el dicho: "Real del Castillo tiene la capital pero Ensenada el capital". Además, la mayoría de las familias que habitaban en Real del Castillo ya habían cambiado su residencia a Ensenada.
Por la delincuencia que se vivía en la capital, el coronel Andrés L. Tapia llegó a Ensenada con 135 hombres en el Cañonero México, con intenciones de restablecer el orden en El Partido, que se encontraba al borde de la anarquía sobre todo en Real del Castillo. Por este motivo, el coronel cambió la aduana de Tijuana a Ensenada, y rebautizó a Ensenada de Todos Santos a Puerto México, nombre que no fue adoptado por los pobladores. 
Andrés L. Tapia al poco de haber arribado a Real del Castillo, recibió un documento por parte de los pobladores donde se le solicitaba que se traspasase la capital de Real del Castillo a Ensenada. Tapia partió con la solicitud hacia La Paz, en el Partido Sur de Baja California, junto con el licenciado José María Villagrana y Emilio Legaspy, que al tener ambos las mismas aspiraciones, estaban en posición de desatar la inestabilidad política en la región, quedando Brígido Castrejón como subjefe político. 
La petición hecha para cambiar la capital, reiterada por el subprefecto político Zeferino Castañeda, fue resuelta favorablemente; la orden del cambio de sede del gobierno se envió a La Paz el 13 de abril por Carlos Díez Gutiérrez y el 15 de mayo de 1882, siendo el gobernador Antonio M. Jáuregui y por decreto del presidente Porfirio Díaz, la cabecera del partido norte de Baja California pasa de Real del Castillo a Ensenada de Todos Santos, fecha la cual es considerada como la de fundación de la ciudad. 
Durante el proceso del cambio de la capital, numerosas familias ya habían comprado terrenos a don Pedro Gastélum y algunos de los primeros colonos fueron Luz López, Josefa Peralta de Félix, Juan Power y el capitán Ricardo P. Eaton.
En 1883 se promulgó la Ley de Colonización expedida por el presidente Manuel González, que autorizaba a los extranjeros para adquirir tierras en la frontera. Así, el 21 de julio de 1884, Luis Hüller y George Sisson obtuvieron una concesión de terrenos que abarcaba desde el paralelo 29 (posteriormente se cambiaría al paralelo 28) hasta la frontera, incluyendo Isla de Cedros. Después la compañía de Hüller fue absorbida por la Compañía Internacional Colonizadora que fue comprada por la Compañía Mexicana de Terrenos y Colonización para finalmente dar paso a la Compañía Inglesa. Como consecuencia positiva de la administración de estas compañías, Ensenada se benefició con la urbanización y modernización, se fraccionaron terrenos, se inauguraron jardines y parques y se crearon grandes avenidas. 
Ante el creciente auge del Territorio de la Baja California, por decreto presidencial del general Díaz, de 14 de diciembre de 1887, la península se dividió en dos distritos: Sur y Norte. Además, ese mismo año, Teófilo Massac, Inspector de Colonias del gobierno declaró que Ensenada de Todos Santos pasaba a llamarse oficialmente Ensenada, para evitar confusiones de correo con Todos Santos, Baja California Sur.
Para 1888 y con la Compañía Inglesa, el progreso de Ensenada ya era notorio. El poblado tenía de los mejores hoteles del país, se habían instalado fábricas de colchones, jabón, calzado; había empacadoras de frutas y una planta de embotellamiento de sodas. El puerto contaba con seis barcos que hacían los transportes periódicos de productos de y para el poblado. También se estableció un banco y oficinas de teléfonos y telégrafos, llegó la electricidad, existía una Cámara de Comercio (de las primeras del país) y circulaban los periódicos "The Lower California" y "La voz de la Frontera".En 1888 solo existía la municipalidad de Ensenada, con comisarías municipales en Santo Tomás, San Telmo, Tijuana, Tecate y El Rosario. 
En 1889, el Gral. Agustín Sanginés tuvo intenciones de cambiar la capital de Ensenada a Tijuana, sin embargo el proyecto no tuvo éxito. Finalmente, en 1915, Ensenada deja de ser cabecera de distrito para ser trasladada a Mexicali.
Durante los eventos de la Revolución Mexicana en 1911, en Ensenada se localizaban la jefatura política y militar así como el ayuntamiento del distrito Norte donde Tijuana, Tecate y Mexicali dependían de las decisiones del ayuntamiento de Ensenada. El poblado contaba con 2000 habitantes ese año, siendo el más grande del distrito. El 23 de febrero el San Diego News difundió una nota en la cual afirmaba que el canal de irrigación necesario para Imperial, California, estaba en territorio mexicano y de no ser vendido a los estadounidenses, 150 filibusteros establecerían un gobierno en Ensenada, donde declararían el Territorio de la Baja California independiente de los Estados Unidos Mexicanos, para después ser admitido en los Estados Unidos. El 24 de febrero una bomba estalló en un parque de la ciudad, lo que puso a la población en una alarma constante, esperando el ataque filibustero. El temor aumentó cuando el gobierno estadounidense desplegó 20 000 soldados en la frontera de Baja California y California. Como consecuencia de estos eventos, la población de Mexicali comenzaba a exigir un municipio propio independiente del ayuntamiento de Ensenada. Finalmente, el 4 de noviembre de 1914, Mexicali se escindió del municipio de La Frontera (nombre del municipio de Ensenada durante esas épocas) y se decretó la creación del segundo municipio.
En el año de 1930, Baja California cambia de distrito Norte a Territorio Norte, por lo que los municipios pasaron a ser delegaciones y las delegaciones a subdelegaciones. El Territorio Norte quedó constituido por tres delegaciones: Mexicali, Tijuana y Ensenada. 
Durante la época de la Segunda Guerra Mundial, hubo un simulacro de guerra en la actual calle Ámbar. En dicho simulacro participaron zepelines y el Hotel y Casino Playa Ensenada se convirtió en el Cuartel General de las fuerzas armadas, estando el Gral. Lázaro Cárdenas del Río al mando, mismo que dio autorización al ejército estadounidense para el paso y salida de soldados, marinos y fuerza armada al territorio bajacaliforniano. Los ciudadanos japoneses en Ensenada, que principalmente eran pescadores, fueron capturados y enviados como presos a la Ciudad de México y Guadalajara.
El 16 de enero de 1952 se publica el decreto de Creación del Estado de Baja California con cuatro municipios: Mexicali, Tecate, Tijuana y Ensenada. 43 años después en 1995, la delegación de Playas de Rosarito de Tijuana se convertiría en el quinto municipio, el más pequeño del estado. En 2020 se crearía el sexto municipio de Baja California, San Quintín, conformado por 8 delegaciones del Sur Profundo de Ensenada, convirtiéndose en el municipio más grande del estado y el segundo más grande de México al llevarse el 63% del territorio ensenadense.

## Geografía

### Hidrografía
Ensenada solo cuenta con dos cuerpos de agua dulce: la presa Emilio López Zamora y La Lagunita, ubicada al norte de la base aérea militar del Ciprés cuya importancia es de carácter ecológico.
La presa Emilio López Zamora fue construida en 1976 por el Gobierno Federal, con la finalidad de propiciar el control de avenidas y abastecimiento para agua potable en Ensenada. En algunos años la presa se ha visto afectada por la falta de lluvia, por lo que se observan niveles bajos de agua. La presa ha sido utilizada para Olimpiadas Nacionales en competencias de kayak y canotaje.  
La Lagunita del Ciprés (La Lagunita) es el último humedal de su tipo en la historia de Ensenada y se caracteriza por estar rodeado por la mancha urbana. Cuenta con alrededor de 4 hectáreas de superficie y se surte principalmente del agua de las lluvias de invierno, que escurre desde los cerros aledaños hacia el mar a través de pequeños arroyos. Su volumen de agua varía dependiendo de la estación del año, siendo durante los meses de diciembre y enero cuando más agua acumula y entre octubre y noviembre cuando su nivel disminuye, comprendiendo así un ciclo anual.  

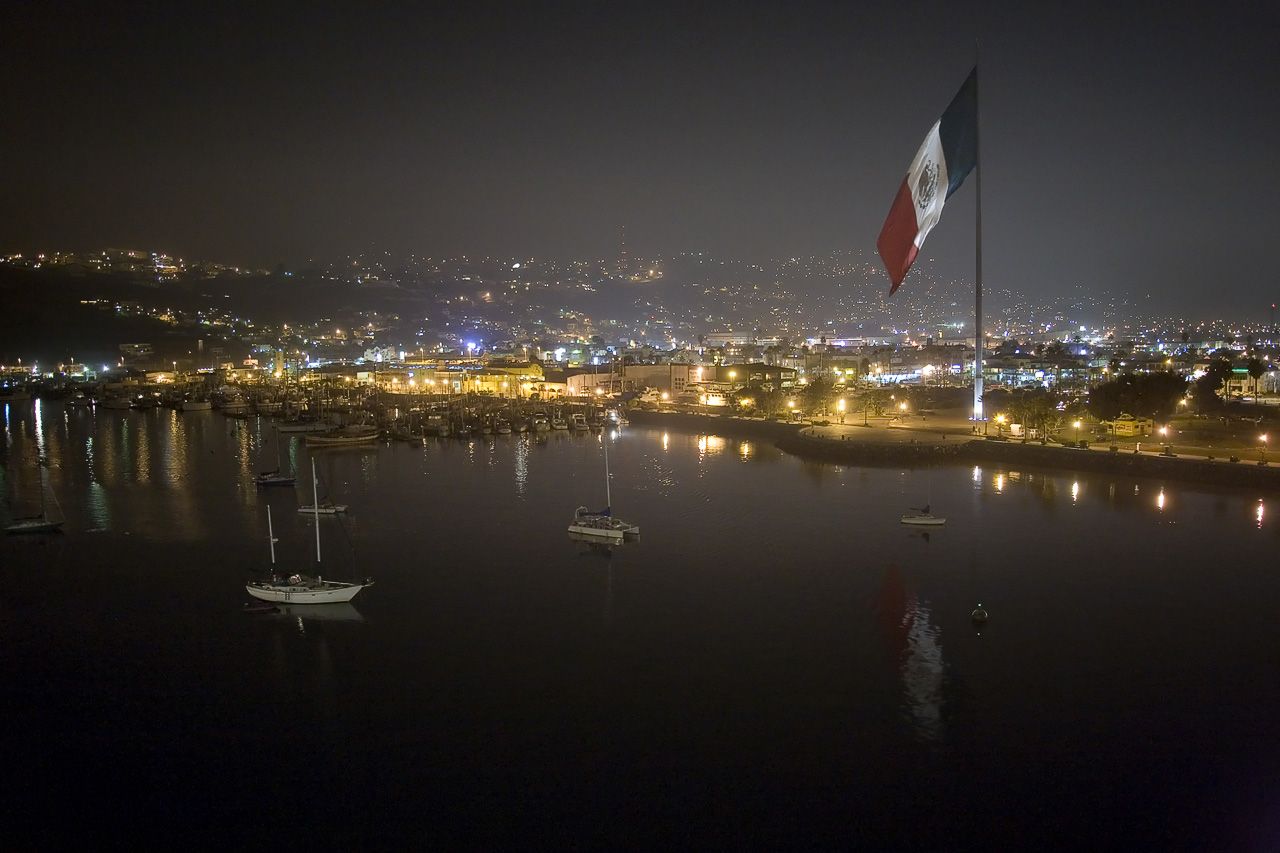
Vista nocturna del malecón.

Con el objetivo de asegurar el abasto de agua para Ensenada el 10 de junio de 2018 entró en operación una planta desaladora con capacidad de 250 litros por segundo. El proyecto tuvo una inversión de 987 millones de pesos y consistió en la construcción de la planta desalinizadora a partir de ósmosis inversa, obras de captación de agua de mar, instalaciones de pretratamiento y un sistema de descarga de salmuera al océano, así como un tanque de almacenamiento, planta de bombeo y líneas de conducción al sistema de distribución de agua de Ensenada.

### Extensión geográfica
Desde la creación del municipio de Ensenada hasta 2020, el territorio contó con 51 952,3 km² de superficie, representaba 74,1% de la superficie del Estado que es de 70 113 km² y respecto al País representaba 2,6%, que lo ubicaba como el más grande de los municipios del país y el segundo más grande de América Latina. El territorio del municipio de Ensenada fue tan extenso, que el municipio de Mexicali cabía 3,8 veces dentro del territorio de Ensenada; el de Tijuana 42 veces; el de Tecate 15 veces y el de Playas de Rosarito cabría 115,56 veces; y aun al sumar la superficie de los cuatro municipios, todos juntos cabrían 2,8 veces.
Su extensión territorial fue mayor que los estados de Quintana Roo, Yucatán, Puebla, Guanajuato, Nayarit, Tabasco, Estado de México, Hidalgo, Querétaro, Colima, Aguascalientes, Morelos, Tlaxcala y la Ciudad de México.
El 12 de febrero de 2020, la delegación de San Quintín junto con las delegaciones de Camalú, Vicente Guerrero, El Rosario, El Mármol, Punta Prieta, Villa Jesús María y Bahía de Los Ángeles fueron aprobadas para comprender el municipio de San Quintín. Por lo tanto, el territorio de Ensenada pasó a ser de 19 538 km² y el municipio de San Quintín fue constituido sobre una superficie de 35 191,9 km².

Delegaciones del Municipio de Ensenada 2025

En el municipio, la cabecera municipal tiene una superficie aproximada de 309 km² y el área urbana de la ciudad de Ensenada tiene únicamente 61.0742 km², donde se concentra el 65,7% de la población total del municipio.
A partir del 2024, Ensenada contará con 16 delegaciones y una cabecera municipal divididas en las siguientes zonas geográficas:
- Zona Norte: La Misión, El Porvenir, Francisco Zarco, El Sauzal, San Antonio de las Minas,
- Zona Este: Real Del Castillo, Valle de la Trinidad.
- Zona Centro: Sector Centro, Sector noroeste, Chapultepec.
- Zona Sur: Maneadero, San Vicente, Punta Colonet, Santo Tomás, Eréndira, Isla de Cedros.[27]

| Noroeste: El Sauzal de Rodríguez | Norte: El Sauzal de Rodríguez | Nordeste: Real del Castillo |
| Oeste: océano Pacífico           |                               | Este: Real del Castillo     |
| Suroeste: Maneadero              | Sur: Maneadero                | Sureste: Maneadero          |

### Clima

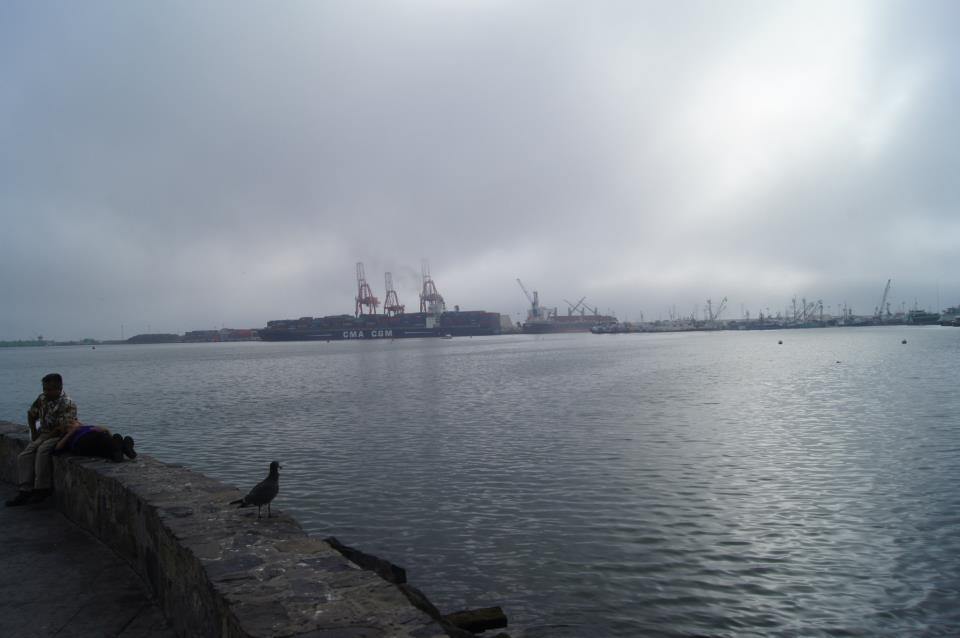
Brisa en el puerto

Ensenada posee un clima mediterráneo seco. Las precipitaciones son escasas y se concentran en los meses más fríos, de noviembre a febrero, en los cuales la temperatura promedio es de 13 °C y en inviernos puede llegar a helar. Por otra parte los meses más cálidos, de junio a septiembre, son también los más secos, y presentan una temperatura media de 22 °C. Por su ubicación costera la ciudad tiene un clima especialmente afectado por la corriente fría de California y por el hecho de que la temperatura oceánica alcanza sus máximos niveles estivales en agosto y septiembre, no en junio y julio como acontece en el interior de los continentes, debido al lento calentamiento que sufren las masas de agua con respecto a las terrestres. Es por este hecho que el final del verano y el principio del otoño es comúnmente la época más cálida de la ciudad (característica propia del clima mediterráneo, y en especial en su versión californiana). Los vientos de Santa Ana son los responsables de elevar las temperaturas en cualquier época del año, cuando la dirección del viento cambia y trae aire caliente del interior hacia la costa. Precisamente debido a la mayor debilidad de la influencia atemperadora marina a fines del verano y durante el otoño, es en estos meses que ocurren más frecuentemente las temperaturas más altas (usualmente entre 25 y 30 °C).
El agua no puede considerarse abundante en la región, las sequías se presentan por temporadas largas. Cuando se presentan lluvias abundantes y regulares, se pierden por la falta de infraestructura para su retención, por consiguiente se realiza un escurrimiento directo al mar sin ser aprovechadas. Por lo tanto, el patrón estacional en Baja California, varía considerablemente de un año a otro, registrando períodos extremadamente lluviosos y otros severamente escasos con grandes consecuencias para las actividades socioeconómicas del municipio.
| Parámetros climáticos promedio de Ensenada, Baja California | Parámetros climáticos promedio de Ensenada, Baja California | Parámetros climáticos promedio de Ensenada, Baja California | Parámetros climáticos promedio de Ensenada, Baja California | Parámetros climáticos promedio de Ensenada, Baja California | Parámetros climáticos promedio de Ensenada, Baja California | Parámetros climáticos promedio de Ensenada, Baja California | Parámetros climáticos promedio de Ensenada, Baja California | Parámetros climáticos promedio de Ensenada, Baja California | Parámetros climáticos promedio de Ensenada, Baja California | Parámetros climáticos promedio de Ensenada, Baja California | Parámetros climáticos promedio de Ensenada, Baja California | Parámetros climáticos promedio de Ensenada, Baja California | Parámetros climáticos promedio de Ensenada, Baja California |
| Mes                                                         | Ene.                                                        | Feb.                                                        | Mar.                                                        | Abr.                                                        | May.                                                        | Jun.                                                        | Jul.                                                        | Ago.                                                        | Sep.                                                        | Oct.                                                        | Nov.                                                        | Dic.                                                        | Anual                                                       |
| ----------------------------------------------------------- | ----------------------------------------------------------- | ----------------------------------------------------------- | ----------------------------------------------------------- | ----------------------------------------------------------- | ----------------------------------------------------------- | ----------------------------------------------------------- | ----------------------------------------------------------- | ----------------------------------------------------------- | ----------------------------------------------------------- | ----------------------------------------------------------- | ----------------------------------------------------------- | ----------------------------------------------------------- | ----------------------------------------------------------- |
| Temp. máx. abs. (°C)                                        | 34.0                                                        | 34.0                                                        | 33.0                                                        | 32.0                                                        | 39.0                                                        | 36.0                                                        | 36.0                                                        | 36.0                                                        | 37.0                                                        | 36.5                                                        | 33.0                                                        | 30.0                                                        | 37.0                                                        |
| Temp. máx. media (°C)                                       | 19.8                                                        | 19.4                                                        | 19.7                                                        | 20.7                                                        | 20.4                                                        | 22.4                                                        | 24.8                                                        | 25.7                                                        | 25.4                                                        | 23.7                                                        | 21.4                                                        | 19.3                                                        | 22.0                                                        |
| Temp. media (°C)                                            | 13.6                                                        | 13.6                                                        | 14.5                                                        | 15.7                                                        | 16.5                                                        | 18.8                                                        | 21.1                                                        | 21.8                                                        | 21.0                                                        | 18.5                                                        | 15.6                                                        | 13.3                                                        | 17.2                                                        |
| Temp. mín. media (°C)                                       | 7.4                                                         | 7.7                                                         | 9.3                                                         | 10.7                                                        | 12.5                                                        | 15.1                                                        | 17.6                                                        | 18.0                                                        | 16.6                                                        | 13.3                                                        | 9.8                                                         | 7.3                                                         | 12.3                                                        |
| Temp. mín. abs. (°C)                                        | 0.0                                                         | 1.9                                                         | 2.4                                                         | 4.5                                                         | 1.1                                                         | 7.0                                                         | 9.0                                                         | 1.8                                                         | 7.0                                                         | 5.4                                                         | 4.0                                                         | 0.5                                                         | 0.0                                                         |
| Precipitación total (mm)                                    | 26.3                                                        | 40.0                                                        | 32.7                                                        | 13.2                                                        | 7.9                                                         | 3.5                                                         | 1.1                                                         | 2.0                                                         | 3.6                                                         | 12.4                                                        | 23.8                                                        | 33.1                                                        | 163.0                                                       |
| Fuente: Comisión Nacional del Agua                          |                                                             |                                                             |                                                             |                                                             |                                                             |                                                             |                                                             |                                                             |                                                             |                                                             |                                                             |                                                             |                                                             |

| Parámetros climáticos promedio de Santo Tomás, Ensenada, Baja California | Parámetros climáticos promedio de Santo Tomás, Ensenada, Baja California | Parámetros climáticos promedio de Santo Tomás, Ensenada, Baja California | Parámetros climáticos promedio de Santo Tomás, Ensenada, Baja California | Parámetros climáticos promedio de Santo Tomás, Ensenada, Baja California | Parámetros climáticos promedio de Santo Tomás, Ensenada, Baja California | Parámetros climáticos promedio de Santo Tomás, Ensenada, Baja California | Parámetros climáticos promedio de Santo Tomás, Ensenada, Baja California | Parámetros climáticos promedio de Santo Tomás, Ensenada, Baja California | Parámetros climáticos promedio de Santo Tomás, Ensenada, Baja California | Parámetros climáticos promedio de Santo Tomás, Ensenada, Baja California | Parámetros climáticos promedio de Santo Tomás, Ensenada, Baja California | Parámetros climáticos promedio de Santo Tomás, Ensenada, Baja California | Parámetros climáticos promedio de Santo Tomás, Ensenada, Baja California |
| Mes                                                                      | Ene.                                                                     | Feb.                                                                     | Mar.                                                                     | Abr.                                                                     | May.                                                                     | Jun.                                                                     | Jul.                                                                     | Ago.                                                                     | Sep.                                                                     | Oct.                                                                     | Nov.                                                                     | Dic.                                                                     | Anual                                                                    |
| ------------------------------------------------------------------------ | ------------------------------------------------------------------------ | ------------------------------------------------------------------------ | ------------------------------------------------------------------------ | ------------------------------------------------------------------------ | ------------------------------------------------------------------------ | ------------------------------------------------------------------------ | ------------------------------------------------------------------------ | ------------------------------------------------------------------------ | ------------------------------------------------------------------------ | ------------------------------------------------------------------------ | ------------------------------------------------------------------------ | ------------------------------------------------------------------------ | ------------------------------------------------------------------------ |
| Temp. máx. abs. (°C)                                                     | 35.0                                                                     | 36.0                                                                     | 41.0                                                                     | 46.0                                                                     | 48.0                                                                     | 49.0                                                                     | 49.0                                                                     | 48.0                                                                     | 49.0                                                                     | 45.0                                                                     | 41.0                                                                     | 33.0                                                                     | 49.0                                                                     |
| Temp. máx. media (°C)                                                    | 20.9                                                                     | 21.9                                                                     | 24.0                                                                     | 27.3                                                                     | 30.4                                                                     | 34.2                                                                     | 37.4                                                                     | 36.7                                                                     | 36.8                                                                     | 30.2                                                                     | 24.1                                                                     | 21.0                                                                     | 28.7                                                                     |
| Temp. media (°C)                                                         | 12.9                                                                     | 13.8                                                                     | 15.4                                                                     | 17.3                                                                     | 19.7                                                                     | 22.2                                                                     | 24.3                                                                     | 24.4                                                                     | 24.2                                                                     | 19.6                                                                     | 14.9                                                                     | 12.3                                                                     | 18.4                                                                     |
| Temp. mín. media (°C)                                                    | 4.9                                                                      | 5.7                                                                      | 6.8                                                                      | 7.2                                                                      | 9.1                                                                      | 10.2                                                                     | 11.3                                                                     | 12.2                                                                     | 11.5                                                                     | 9.0                                                                      | 5.8                                                                      | 3.7                                                                      | 8.1                                                                      |
| Temp. mín. abs. (°C)                                                     | -9.0                                                                     | -6.0                                                                     | -3.0                                                                     | 0.0                                                                      | 1.0                                                                      | 1.0                                                                      | 3.0                                                                      | 2.0                                                                      | -1.0                                                                     | 0.0                                                                      | -2.0                                                                     | -5.0                                                                     | -9.0                                                                     |
| Precipitación total (mm)                                                 | 63.9                                                                     | 72.2                                                                     | 49.4                                                                     | 13.2                                                                     | 3.5                                                                      | 0.5                                                                      | 0.6                                                                      | 0.9                                                                      | 1.4                                                                      | 10.1                                                                     | 17.5                                                                     | 35.7                                                                     | 268.9                                                                    |
| Días de precipitaciones (≥ 1 mm)                                         | 4.4                                                                      | 5.4                                                                      | 4.5                                                                      | 2.3                                                                      | 0.8                                                                      | 0.1                                                                      | 0.2                                                                      | 0.2                                                                      | 0.3                                                                      | 1.7                                                                      | 2.4                                                                      | 3.5                                                                      | 25.8                                                                     |
| Fuente: Comisión Nacional del Agua                                       |                                                                          |                                                                          |                                                                          |                                                                          |                                                                          |                                                                          |                                                                          |                                                                          |                                                                          |                                                                          |                                                                          |                                                                          |                                                                          |

| Parámetros climáticos promedio de San Pedro Mártir National Park | Parámetros climáticos promedio de San Pedro Mártir National Park | Parámetros climáticos promedio de San Pedro Mártir National Park | Parámetros climáticos promedio de San Pedro Mártir National Park | Parámetros climáticos promedio de San Pedro Mártir National Park | Parámetros climáticos promedio de San Pedro Mártir National Park | Parámetros climáticos promedio de San Pedro Mártir National Park | Parámetros climáticos promedio de San Pedro Mártir National Park | Parámetros climáticos promedio de San Pedro Mártir National Park | Parámetros climáticos promedio de San Pedro Mártir National Park | Parámetros climáticos promedio de San Pedro Mártir National Park | Parámetros climáticos promedio de San Pedro Mártir National Park | Parámetros climáticos promedio de San Pedro Mártir National Park | Parámetros climáticos promedio de San Pedro Mártir National Park |
| Mes                                                              | Ene.                                                             | Feb.                                                             | Mar.                                                             | Abr.                                                             | May.                                                             | Jun.                                                             | Jul.                                                             | Ago.                                                             | Sep.                                                             | Oct.                                                             | Nov.                                                             | Dic.                                                             | Anual                                                            |
| ---------------------------------------------------------------- | ---------------------------------------------------------------- | ---------------------------------------------------------------- | ---------------------------------------------------------------- | ---------------------------------------------------------------- | ---------------------------------------------------------------- | ---------------------------------------------------------------- | ---------------------------------------------------------------- | ---------------------------------------------------------------- | ---------------------------------------------------------------- | ---------------------------------------------------------------- | ---------------------------------------------------------------- | ---------------------------------------------------------------- | ---------------------------------------------------------------- |
| Temp. máx. abs. (°C)                                             | 18.0                                                             | 20.0                                                             | 27.0                                                             | 23.0                                                             | 31.0                                                             | 33.0                                                             | 42.0                                                             | 32.0                                                             | 29.0                                                             | 29.0                                                             | 24.0                                                             | 25.1                                                             | 42.0                                                             |
| Temp. máx. media (°C)                                            | 9.8                                                              | 11.7                                                             | 12.1                                                             | 15.1                                                             | 18.4                                                             | 23.3                                                             | 25.0                                                             | 23.4                                                             | 22.4                                                             | 18.5                                                             | 14.7                                                             | 12.3                                                             | 17.0                                                             |
| Temp. media (°C)                                                 | 4.4                                                              | 5.7                                                              | 6.3                                                              | 8.6                                                              | 11.6                                                             | 15.8                                                             | 17.9                                                             | 17.0                                                             | 15.7                                                             | 11.7                                                             | 8.7                                                              | 6.6                                                              | 10.8                                                             |
| Temp. mín. media (°C)                                            | -1.0                                                             | -0.2                                                             | 0.5                                                              | 2.0                                                              | 4.9                                                              | 8.2                                                              | 10.8                                                             | 10.6                                                             | 8.9                                                              | 5.0                                                              | 2.6                                                              | 0.9                                                              | 4.4                                                              |
| Temp. mín. abs. (°C)                                             | -9.0                                                             | -7.0                                                             | -9.0                                                             | -9.0                                                             | -5.0                                                             | 1.0                                                              | 3.0                                                              | 2.0                                                              | 0.0                                                              | -5.0                                                             | -9.0                                                             | -14.5                                                            | -14.5                                                            |
| Precipitación total (mm)                                         | 79.8                                                             | 29.2                                                             | 53.9                                                             | 12.0                                                             | 6.0                                                              | 0.7                                                              | 37.1                                                             | 42.1                                                             | 22.5                                                             | 5.1                                                              | 34.3                                                             | 45.7                                                             | 235.4                                                            |
| Fuente: Comisión Nacional del Agua                               |                                                                  |                                                                  |                                                                  |                                                                  |                                                                  |                                                                  |                                                                  |                                                                  |                                                                  |                                                                  |                                                                  |                                                                  |                                                                  |

### Flora
La vegetación encontrada a lo largo de los vertientes del Pacífico y el golfo de California son plantas halófilas que viven en sustratos arenosos, sujetas a inundaciones frecuentes en lugares con mucha sal.

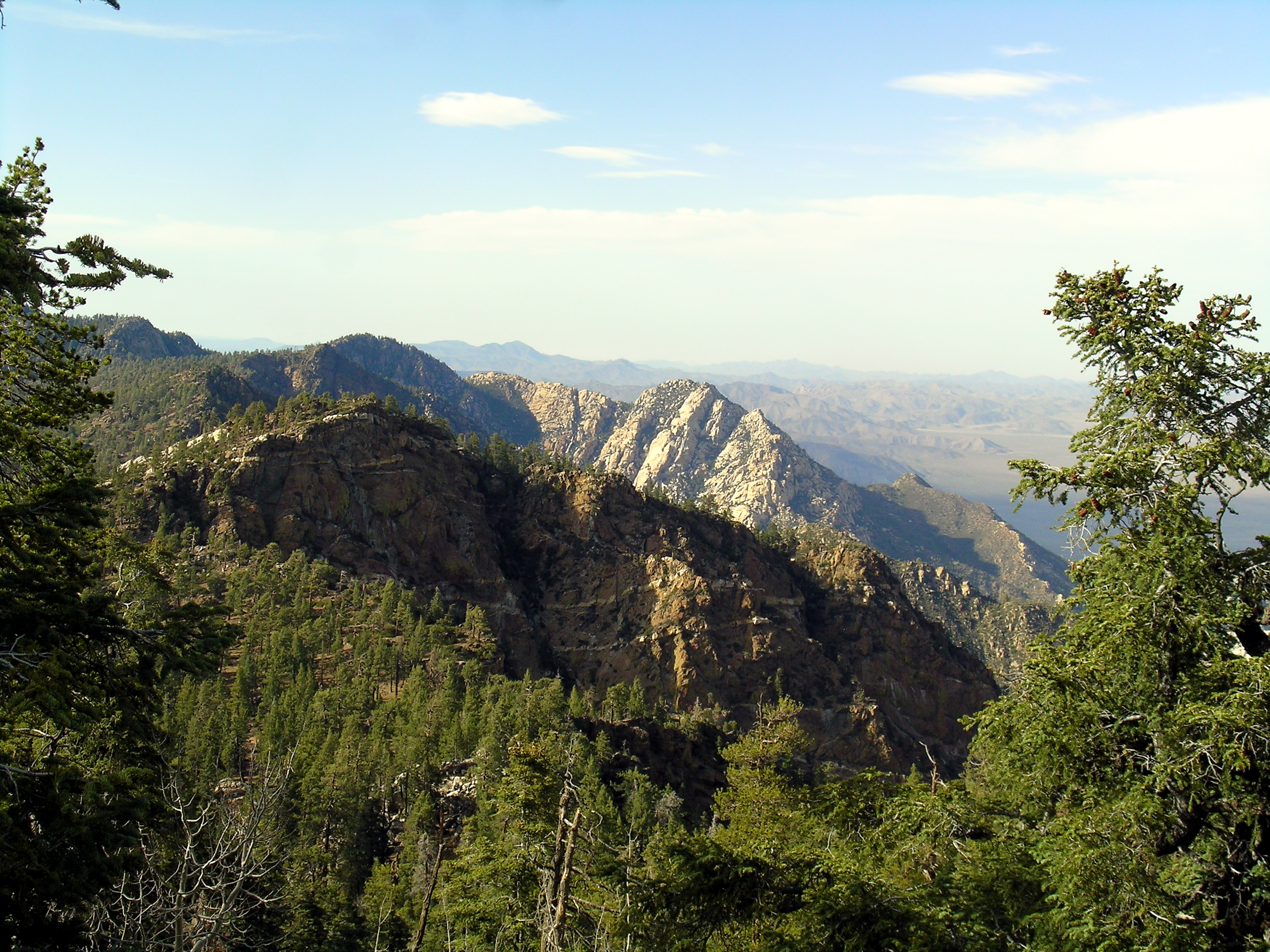
Sierra de San Pedro Mártir

El chaparral de 1.5 millones has parte de la línea internacional con EE. UU. hasta el paralelo sur y de línea de costa hasta acercarse a las sierras Juárez y San Pedro Mártir.
El matorral costero suculento está en las laderas en línea de costa, tierra a dentro, cerca a la sierra San Pedro Mártir.
El Chaparral de montaña se encuentra en el llamado clima mediterráneo. Está distribuido en las vertientes de las sierras del norte de Baja California hasta las Coníferas.
El bosque de las Coníferas se localiza en las altas montañas de clima frío-templado, tanto en el norte como en el sur. Estos bosques se localizan en partes de sierras de Juárez y San Pedro Mártir en su totalidad y con manchas económicas en las sierras santa Isabel, Yubiai y San Borja y en las islas de Cedros y Guadalupe.
Existen también otras zonas con menos importancia económica pero ecológicas por ser zonas relictas en Pináceas: Erédira, Sierra Blanca y la Montañas vecinas de la Ciudad de Ensenada.
La zona desértica en el desierto de Vizcaíno de 400 km de longitud es la única con precipitaciones invernales. La vegetación más común son los cactus columnares y árboles, además de plantas jugosas como el maguey, la yuca y siemprevivas.

### Fauna

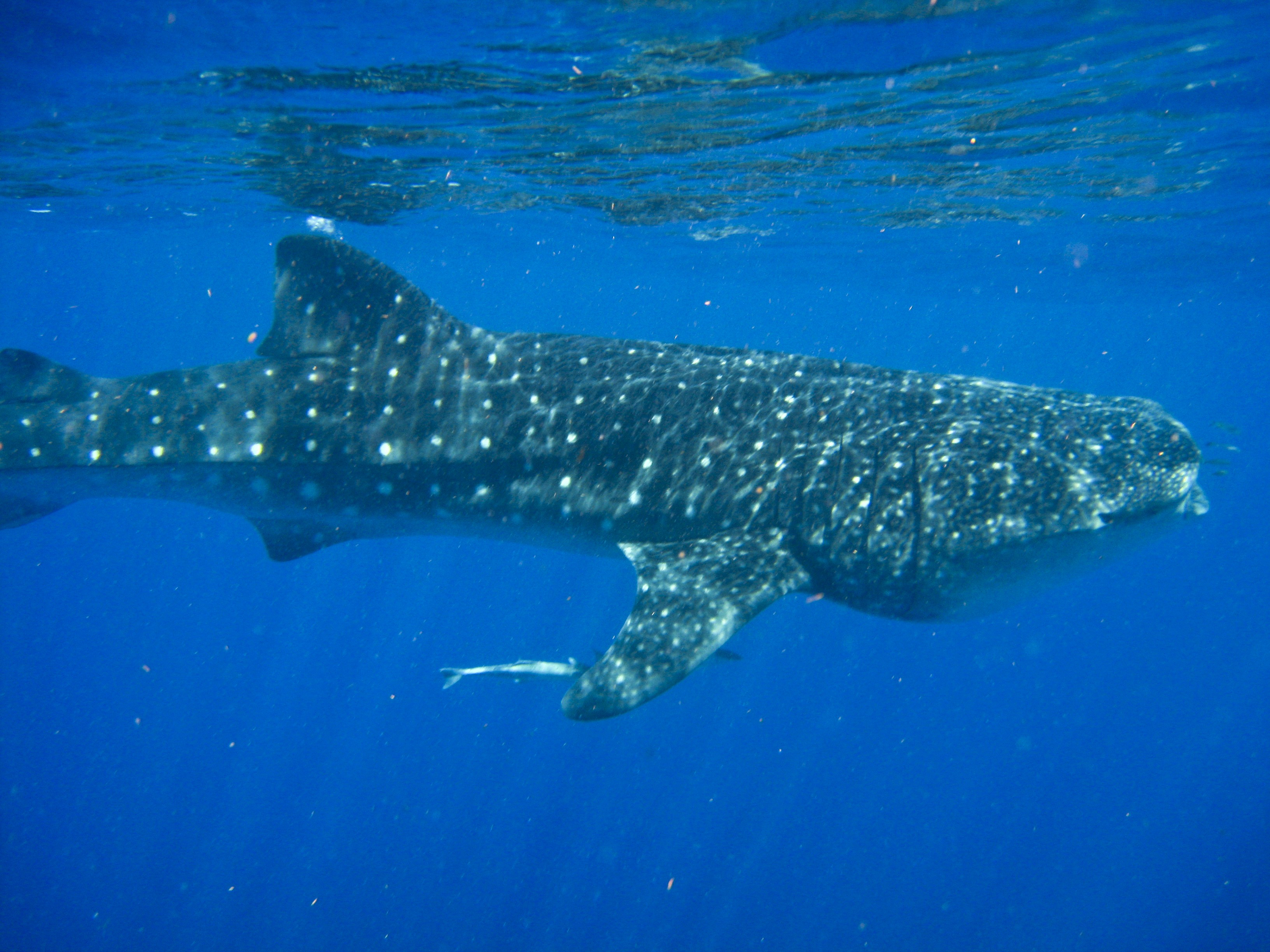
Un tiburón ballena.

La diversidad de fauna en Baja California cuenta con 387 especies, las cuales comprenden 15 anfibios, 54 reptiles, 67 mamíferos, 251 aves, etc. Sin embargo, Ensenada cuenta en sus terrenos desde los solitarios parajes del Valle de los Cirios hasta el agonizante Cañón de Doña Petra con una gran biodiversidad nativa: murciélagos mula u orejón norteamericano, ardilla de California, serpiente de cascabel, saltamontes, rana pacífica de árbol, culebra ojo de gato, liebre de cola negra de California, caballito del diablo, cormorán de Brandt, rata canguro de Merriand, rata cambalachera, ratón de abazones, ratón de cactus, tiburón ballena.
En los meses de abril a noviembre, en Ensenada se pueden encontrar lobos marinos californianos, y la ballenas grises.
Los animales en explotación cinegética, los cuales están en veda permanente son el borrego cimarrón, el halcón peregrino, el águila real, y el venado bura de Isla de Cedros las cuales son especies que se encuentran en peligro de extinción. Entre las especies de aves de mayor interés cinegético se encuentra la paloma alas blancas, la huilota, la codorniz, el faisán de collar, los patos, sobresaliendo los gansos y la Branta Negra.

## Demografía
La población total de la ciudad de Ensenada según datos del XIV Censo General de Población y Vivienda llevado a cabo por el Instituto Nacional de Estadística y Geografía (INEGI) en el año de 2020 era de 330 652 habitantes lo que representa un aumento de 50 887 habitantes respectos al censo del INEGI del 2010. Por su población es la 3° ciudad más poblada de Baja California tan solo por debajo de Tijuana y Mexicali; asimismo es la 52° ciudad más poblada de México.
| Gráfica de evolución demográfica de Ensenada entre 1900 y 2020                                    |
|                                                                                                   |
| Población de los censos del Instituto Nacional de Estadística y Geografía (INEGI) de 1900 a 2020. |

## Religión
La religión que predomina en el municipio de Ensenada es el cristianismo; fieles de la Iglesia católica y una importante minoría de fieles de diversas confesiones como: Mormones, Testigos de Jehová, Protestantes, y Musulmanes.
El 26 de enero de 2007 el Papa Benedicto XVI erigió la diócesis de Ensenada con territorio desmembrado de la arquidiócesis de Tijuana y de la diócesis de Mexicali, haciéndola sufragánea de la Iglesia metropolitana de Tijuana. El presbítero Sigifredo Noriega Barceló fue designado primer obispo. Actualmente el titular de la diócesis es el obispo Rafael Valdez Torres.

## Transportes

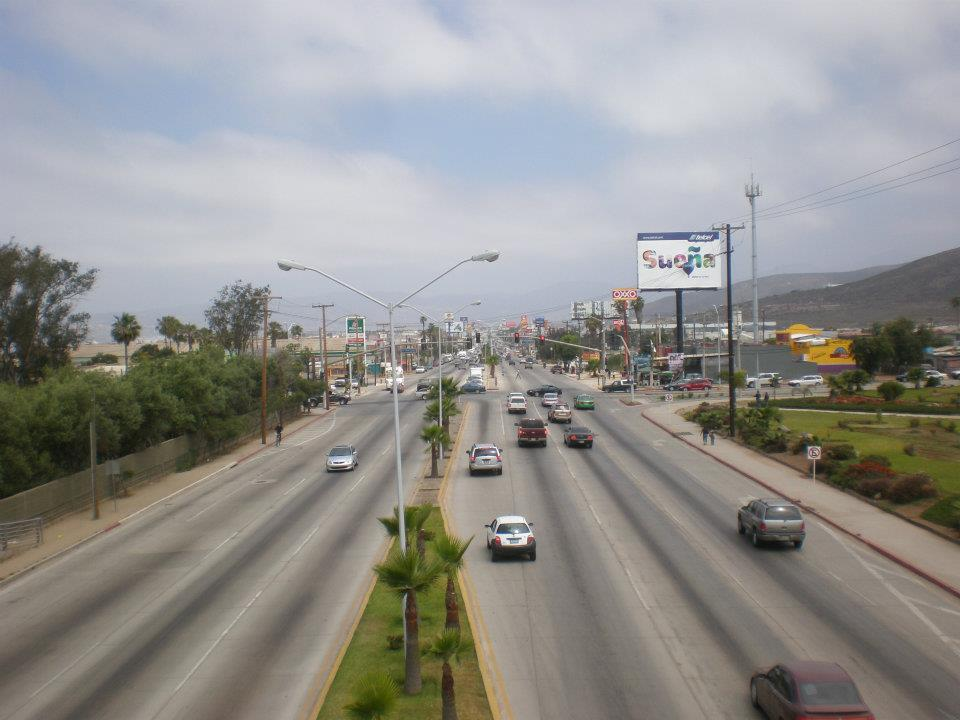
Avenida Reforma, principal vía de la ciudad

El puerto de Ensenada forma parte de diversas rutas comerciales que lo enlazan con otros puertos como La Paz, Manzanillo, Mazatlán, Acapulco y Lázaro Cárdenas, así como San Diego, Long Beach y Los Ángeles; Puerto Quetzal, Valparaíso, Honolulu, Panamá, Lima, Yokohama y Hong Kong.
Ensenada no cuenta con un servicio ferroviario, aunque existen planes de conectarla a los Estados Unidos, específicamente con las ciudades de San Diego y Yuma. En sus cercanías se encuentra el Aeropuerto de Ensenada, un aeropuerto militar al que llegan avionetas privadas y diferentes tipos de aviones como militares y civiles.
La avenida principal en Ensenada es Reforma. Conecta el norte de la ciudad con la parte sur convirtiéndose en la Carretera Transpeninsular que termina en Los Cabos, Baja California Sur.

## Lugares turísticos
Algunos de los principales atractivos turísticos son:

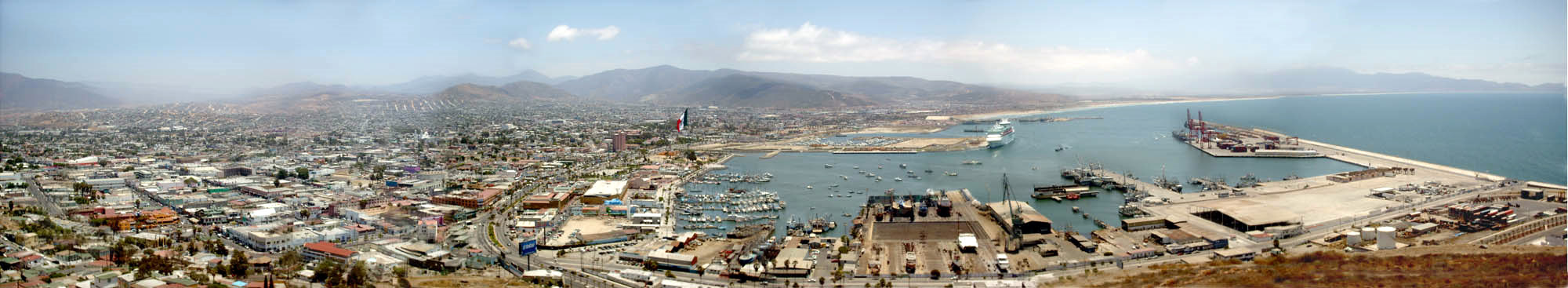
Vista panorámica de la ciudad

### Playas

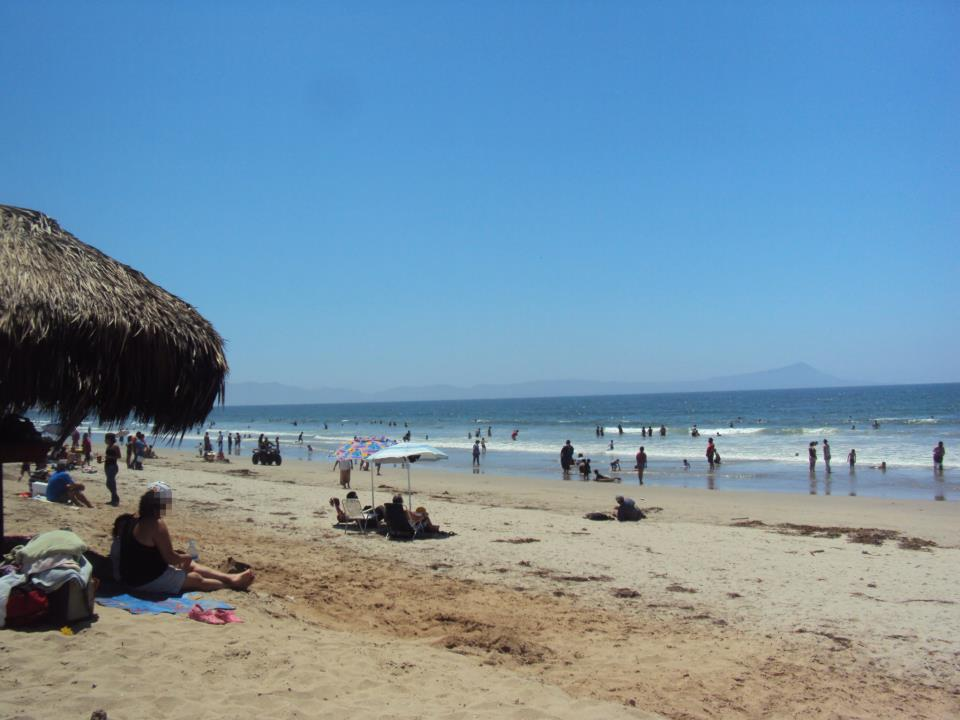
Playa Hermosa en Ensenada

En la ciudad de Ensenada se encuentran playas privadas como Estero Beach y Mona Lisa Beach, las cuales tienen instalaciones turísticas, pero hay otras públicas como playa Hermosa. Ensenada tiene varios puntos para hacer surfing tales como la playa de San Miguel, California Tráiler Park, Stacks y 3 M’s, así como la isla Todos Santos.
Algunas de las playas más visitadas en Ensenada son:
- El Faro Beach (eventos deportivos) y Monalisa Beach, en el Ex Ejido Chapultepec.
- Playa Hermosa.
- San Miguel (playa rocosa donde se practican el surf y el campismo) en El Sauzal de Rodríguez.
- La Joya en Maneadero.

### Balnearios
- Las Cañadas: localizado en el Ejido El Zorrillo, cuenta con dos albercas grandes, canchas deportivas, asadores, tobogán, laguna artificial con renta de lanchitas, palapas, cabañas, áreas para acampar, juegos infantiles, fuentes de sodas y estacionamiento. Dicho parque abre los 365 días del año, y sus precios varían dependiendo de la temporada.
- El Palomar: se encuentra en la delegación de Santo Tomás, cuenta con una alberca grande, canchas deportivas (de tenis, básquetbol), restaurante, hotel, asadores, sonido los fines de semana.
- También están las albercas María Teresa, en el Valle de Guadalupe, los Cárdenas en El Zorrillo, el balneario del Magisterio por la carretera libre Ensenada-Tijuana, Rancho Agua Caliente, ubicado en el km 27 carretera número 3 Ensenada-San Felipe, Bocana de Santo Tomás, localizada a 26 km al oeste de la carretera federal número 1 Ensenada-San Quintín, entre otros.

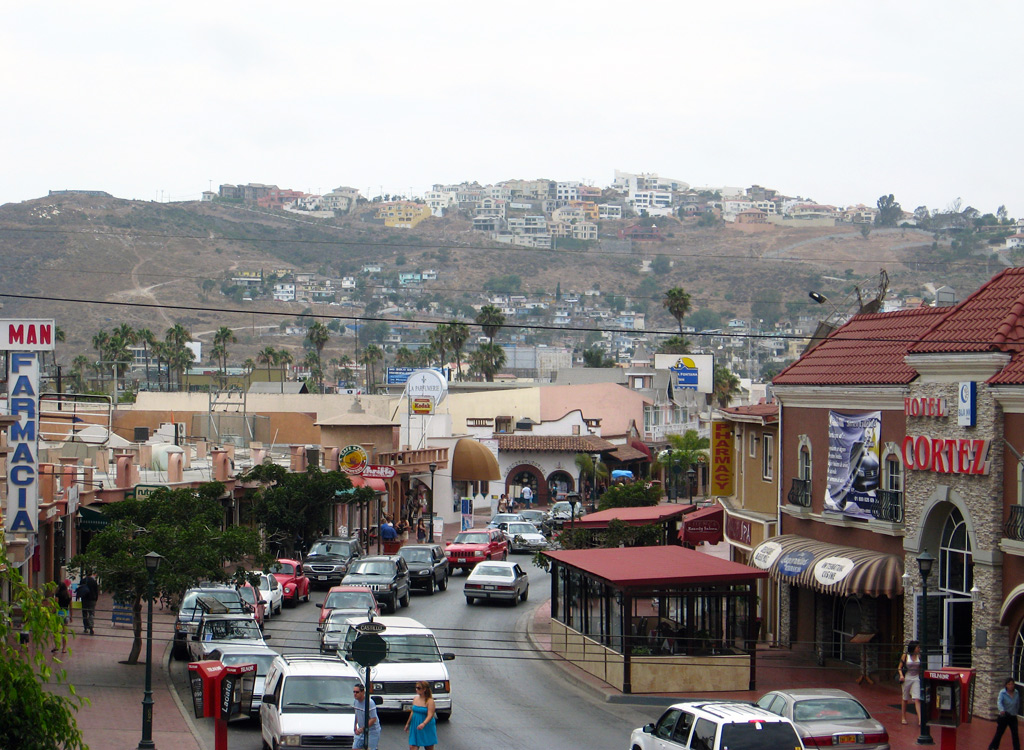
La Avenida Adolfo López Mateos o Calle Primera es la principal calle turística de la ciudad. Se localiza en el Centro Histórico.

### Avenida López Mateos
La avenida López Mateos (también conocida como calle Primera) es la principal calle turística en Ensenada (entre avenida Ruiz y avenida Blancarte, aproximadamente 1 kilómetro de largo). Ofrece una variedad de tiendas especializadas en perfumes, recuerdos, artículos de piel, artesanías, y joyería, así como restaurantes y bares.

### Plaza Cívica
Esta plaza, conocida localmente como "Las Tres Cabezas", se encuentra a unos metros antes de llegar al Malecón de Ensenada. Representa a tres importantes personajes de la historia de México:

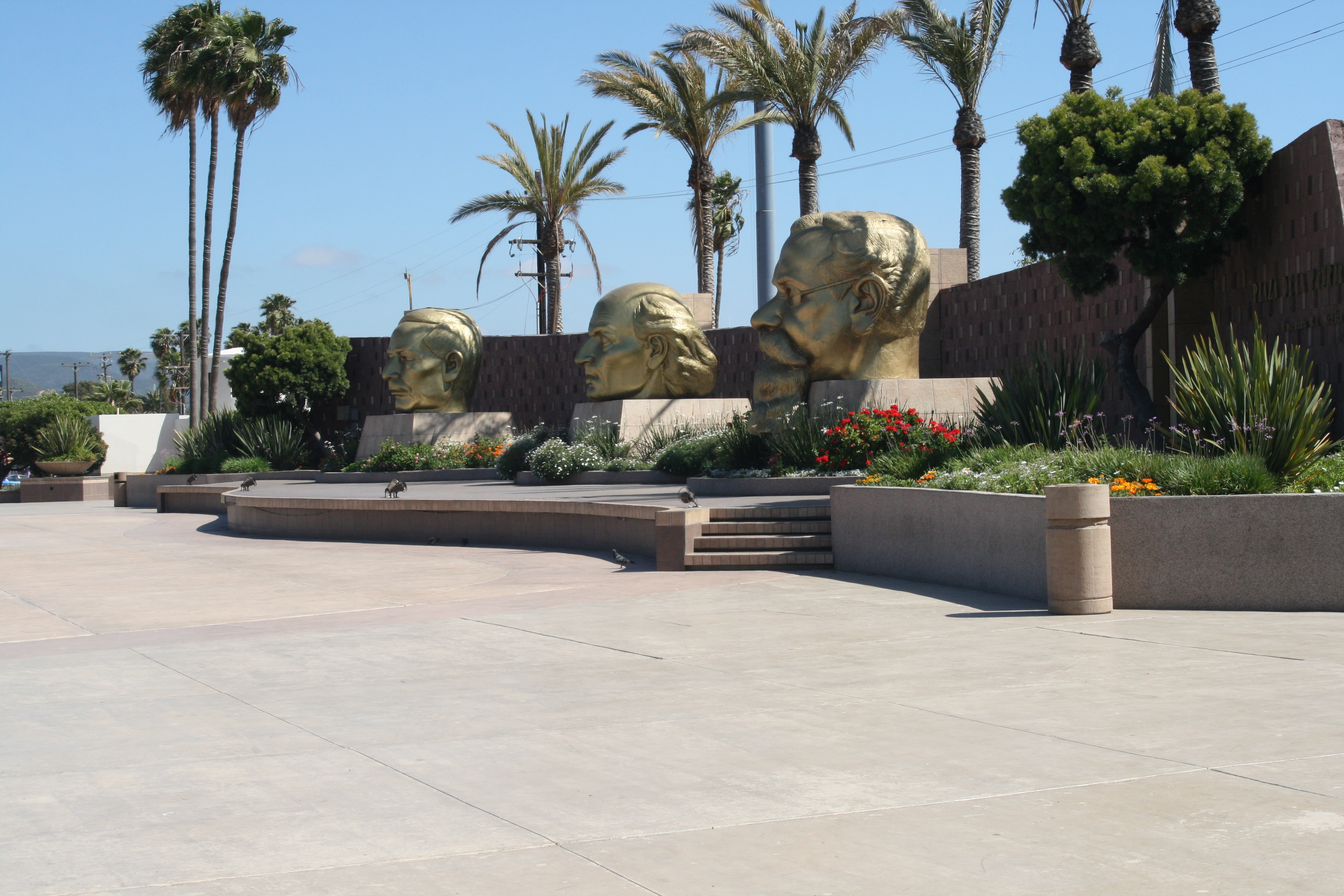
Plaza Cívica

- Miguel Hidalgo y Costilla - Padre de la Independencia de México dio inicio al movimiento el 16 de septiembre de 1810, en el pueblo de Dolores.
- Benito Juárez - Presidente de la República, Nació en San Pablo Guelatao Oaxaca, el 21 de marzo de 1806. Es conocido como el “Benemérito de las Américas”.
- Venustiano Carranza - Nació en Cuatrociénegas, estado de Coahuila, fue elegido presidente el primero de mayo, fue impulsor de la Constitución de 1917, vigente en todo el País.

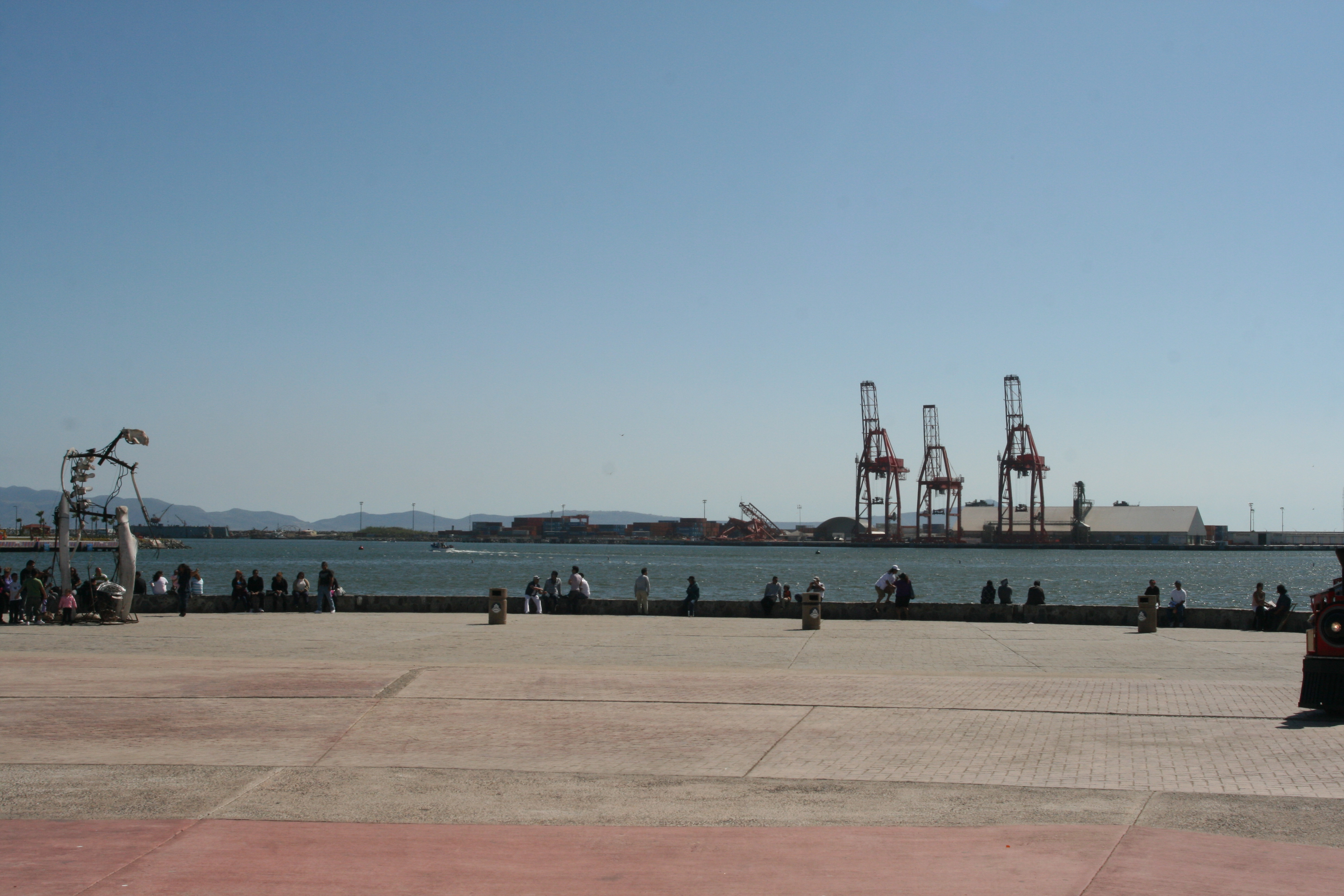
El Malecón. Ensenada

### El Malecón
El Malecón, también conocido como la ventana al mar, es un recorrido en el muelle de Ensenada de aproximadamente un kilómetro de largo. Empieza desde el Mercado Negro de mariscos y termina en el puente del bulevar Costero. Desde el malecón se pueden tomar excursiones en embarcaciones para ver a la ballena gris o lobos marinos.
El Malecón fue inaugurado el 1 de junio de 1997 por el presidente Ernesto Zedillo, como la primera etapa de muchos otros proyectos de desarrollo en Ensenada.
El 24 de abril de 2013, se propuso la remodelación del Malecón, por Armando Azcona Martínez, gerente de Ingeniería y Planeación de la Administración Portuaria Integral (API) a los integrantes de la Cámara Mexicana de la Industria de la Construcción (CMIC). Se había estimado su inicio a finales de mayo y terminación el 15 de diciembre del respectivo año con una inversión de entre cuatro y ocho millones de pesos. 
El 30 de septiembre de 2015, la Administración Portuaria Integral (API) de Ensenada, cuyo director general era Héctor Bautista Mejía, empezó las obras de remodelación. La obra tuvo como objetivo la modernización del Malecón, y buscaba fortalecer la infraestructura y la calidad de los servicios para beneficio de sus habitantes y del turismo visitante.

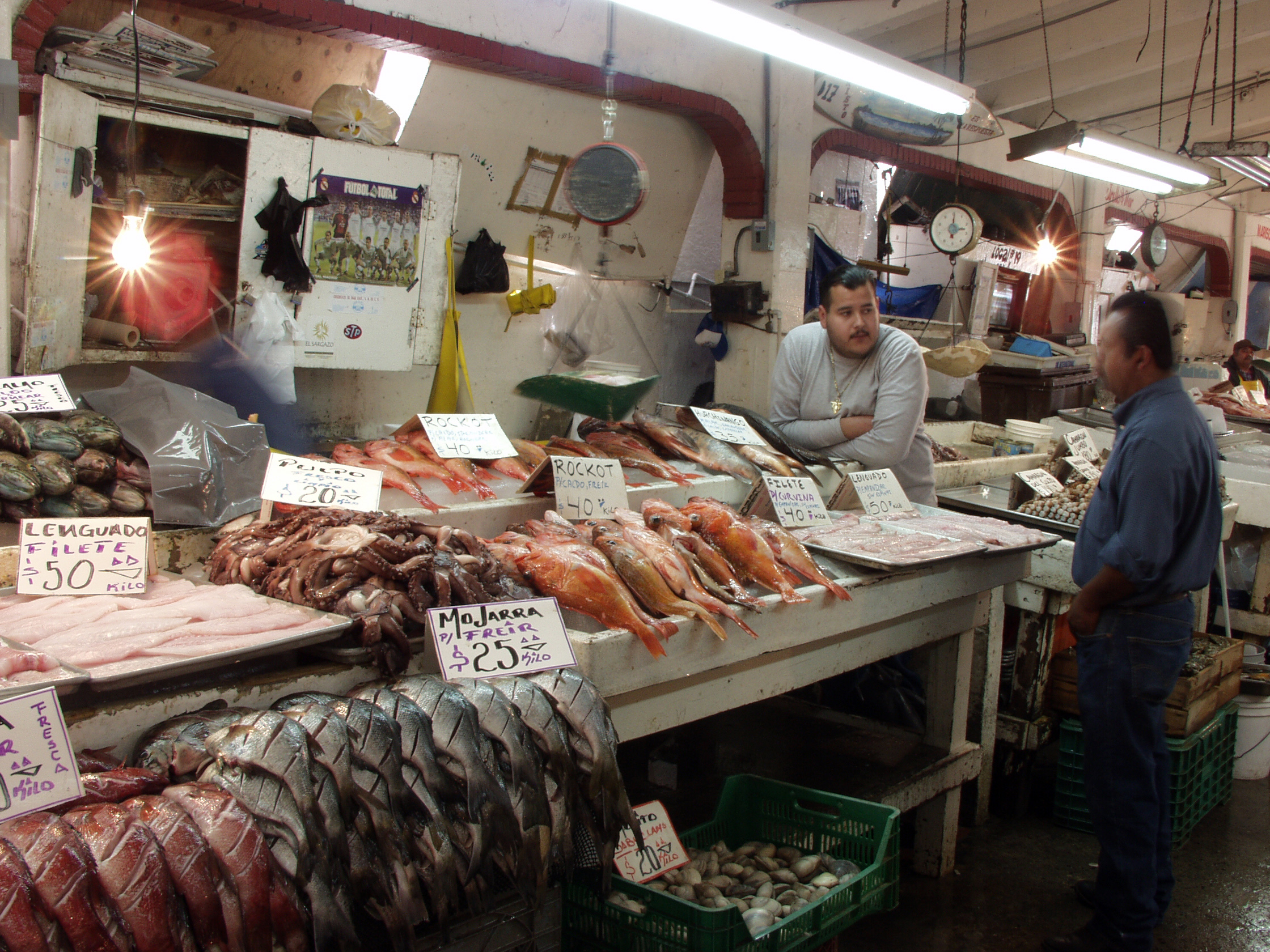
Mercado Negro.

### Mercado Negro
Este mercado ha ofrecido sus productos marinos desde su inauguración a fines del decenio de 1950. El establecimiento abastece de pescados y mariscos a muchas familias ensenadenses, así como a restaurantes especializados en productos del mar. Entre la amplia diversidad de mariscos que el Mercado de Mariscos ofrece, se encuentran: pulpo, camarones, calamar, cangrejo, caracol de mar, langostas, almejas, ostiones, ostras y mejillones. Se ubica entre el Malecón y el bulevar Costero, en la entrada norte de Ensenada.

### El Mirador
El Mirador es un punto de observación del paisaje hacia la bahía de Ensenada e Isla de Todos Santos. Se localiza a 29 km al norte de Ensenada por la carretera de cuota Ensenada-Tijuana. 

### La Bufadora
La bufadora se encuentra en la Península de Punta Banda a 35 km al sur de la ciudad de Ensenada y es una conocida atracción natural. Este lugar es una combinación de una cueva con el oleaje marino, en la cual el agua entra a presión a la cueva sin dejar otra salida más que expulsar un chorro de agua de hasta 20 metros de altura que cae en forma de brisa sobre todos los visitantes. La Bufadora es el segundo géiser marino en su tipo más grande del mundo y se presume que sólo existen tres de estas en el mundo: Hawái, México y Tahití, y la de Ensenada es una de las más grandes.
La leyenda narra que hace muchos años, durante una de las emigraciones de las ballenas grises que pasan por la bahía de Ensenada en su viaje hacia las cálidas aguas del sur, una cría de ballena se separó del grupo mientras curioseaba cerca de la costa. Durante su paseo, se atoró en unas rocas y en busca de ayuda decidió lanzar chorros de agua pequeños a grandes y así sucesivamente para alertar a sus compañeros. Con el tiempo, esta ballena se convirtió en piedra y se fusionó a las rocas del lugar.
La Bufadora no sólo es un lugar turístico donde observar este géiser marino, sino que tiene locales comerciales de venta de suvenires y comida como churros y cocos. En los alrededores de La Bufadora se realizan actividades como la pesca deportiva, el ciclismo, el surf, excursiones, cámping, montar a caballo, canotaje y la observación de flora y fauna.

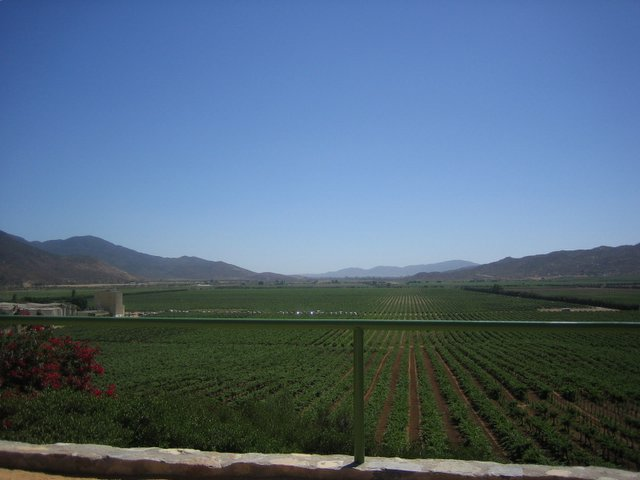
Valle de Guadalupe, región vinícola de Ensenada.

### Ruta del Vino
La Ruta del Vino es una región vinícola que se ubica a unos 30 km de la ciudad de Ensenada donde se produce más del 90% del vino mexicano. En ella se encuentran más de 65 vinícolas, varias de las cuales se destacan por producir algunos de los vinos más premiados en distintos concursos internacionales.  Los valles que la comprenden son el Valle de Guadalupe, Calafia y San Antonio de las Minas, que constituyen el corazón de la Ruta del Vino que se extiende también hacia el norte al Valle de las Palmas y hacia el sur a los valles de Santo Tomás, San Vicente y Ojos Negros.
Los vinos de Baja California incluyen vinos blancos producidos a partir de uvas Chenin Blanc, Colombard, Sauvignon Blanc y Chardonnay, mientras que los tintos utilizan típicamente uvas Cabernet Sauvignon, Merlot, Tempranillo, Zinfandel, Syrah, Nebbiolo, Cabernet Franc, Grenache, Petit Syrah, Malbec, Carignan, Barbera, entre otras.

### Avistamiento de ballenas
Al igual que otros puertos de Baja California, Ensenada también recibe la visita de ballenas grises cada año en su migración durante la temporada de invierno y primavera. Cada temporada en el periodo del 15 de diciembre al 15 de abril se admira la travesía migratoria de la ballena gris desde los fríos mares del norte de América a las cálidas lagunas localizadas al centro de la península de Baja California. Estas ballenas viajan más de 10 000 km nadando día y noche en su travesía que toma aproximadamente cuatro meses en concluir. Las ballenas nadan cerca de la costa y lo hacen solas o en pequeños grupos.

### Bodegas de Santo Tomás
Antes cuartel militar, desde 1935 las bodegas se ubican en el mismo lugar. Es la vinícola más antigua del estado y segunda del país, nació en 1888, haciendo el primer embotellado en 1939. Con una y gran variedad de uvas ofrece vinos de alta calidad.

## Ciencia y educación
Ensenada es actualmente la ciudad con más científicos por habitante de México y ha sido declarada recientemente como Ciudad del Conocimiento. En ella se encuentra el Centro Estatal de las Artes Unidad Ensenada (CEARTE), Caracol, Museo de Ciencias y Acuario, el Centro de Residencias e Investigaciones Artísticas (CRIA), y el Centro de Investigación Científica y de Educación Superior de Ensenada CICESE cuyas investigaciones científicas son impulsadas por el Consejo Nacional de Ciencia y Tecnología CONACYT. En este centro se realizan investigaciones en Ciencias de la tierra, Física aplicada, Oceanología, y Biología experimental y aplicada. Adicionalmente se realizan investigaciones en el campus de la Universidad Autónoma de Baja California (UABC): Instituto de Investigaciones Oceanológicas, Instituto de Investigación y Desarrollo Educativo, Facultad de Ciencias Marinas, Facultad de Ciencias (Física Teórica, Biología, Matemáticas y Ciencias Computacionales). 

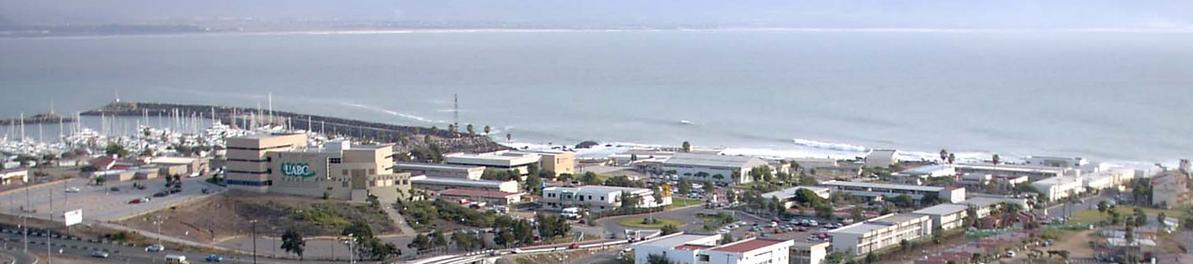
Vista aérea del campus UABC El Sauzal

El servicio educativo en el municipio de Ensenada se encuentra controlado por dos órdenes de gobierno, el federal (ISEP) que cubre 55% de la demanda, y el estatal que cubre 45% (SEBS) restante, estas dos pertenecen al Sistema Educativo Estatal SEE. El sector público con 67,605 alumnos inscritos en el nivel básico, cubre 91% de la demanda, y el sector privado con 6,687 cubre 9% restante. De las 421 escuelas existentes en el nivel básico, 43 escuelas (10%) son privadas. En cuanto al número de maestros, se observa, que, de un total de 3,492 maestros, 3,164 imparten clases en escuelas públicas, lo que representa un promedio de 21.3 alumnos por maestro. En las escuelas privadas se tienen 6,227 alumnos con 288 maestros, lo que representa 21.6 alumnos por maestro, similar al de las escuelas públicas.
La ciudad de Ensenada también es sede de dos centros de investigación de la Universidad Nacional Autónoma de México UNAM, el Centro de Nanociencias y Nanotecnología (antes Centro de Ciencias de la Materia Condensada) (CNyN) y una subsede del Instituto de Astronomía, base de operaciones del Observatorio Astronómico Nacional en la sierra de San Pedro Mártir.
El Centro Estatal de las Artes Unidad Ensenada cuenta con un laboratorio, orientado a la producción, investigación y difusión de la cultura digital y del ámbito de confluencia entre arte, ciencia, tecnología y sociedad. De enseñanza y uso. La misión de este espacio es impulsar a la comunidad a través del conocimiento, la educación y el servicio al planeta. Combina conceptos entre las nuevas tecnologías y el arte en todas las manifestaciones que se presenten.[cita requerida]
El Centro de Residencias e Investigaciones Artísticas (CRIA) es un espacio destinado a la investigación, el desarrollo y la difusión artística en Ensenada. Cuenta con instalaciones que permiten dar albergue temporal a artistas con el objeto de que realicen residencias artísticas enfocadas en los procesos pictóricos y escultóricos, además del taller donde se imparten clases, tiene la Galería Petanca, el espacio del centro para la exhibición de las obras producidas por los residentes, alumnos y artistas invitados.[cita requerida]
Ensenada alberga campus de diversos centros particulares de enseñanza superior, entre ellos, un campus de la UNIDEP; asimismo, cuenta con un plantel de la  Universidad Xochicalco, una institución reconocida por el Gobierno del Estado; cuenta con tres campus: Ensenada, Tijuana y Mexicali. Fundada en 1974 y con un firme compromiso con la sociedad, ofrece a la comunidad un sistema de bachillerato, licenciaturas, maestrías y doctorado, así como un programa de Movilidad Estudiantil que incluye convenios con diferentes universidades en el extranjero. Sus programas académicos están acreditados y certificados por los organismos encargados de verificar la calidad educativa en el país; además tienen una serie de publicaciones como la revista  La Huella del Coyote, que trata temas de interés general y la revista de Divulgación Científica, mediante la cual, alumnos, docentes y público en general dan a conocer sus proyectos de investigación.
Además se cuenta con el Centro de Enseñanza Técnica y Superior (CETYS Universidad), una institución educativa, situada en el estado de Baja California, con campus en Mexicali, Tijuana y Ensenada. Nació en 1961 bajo el auspicio de un grupo de empresarios visionarios, quienes idearon una educación de calidad en el  estado fronterizo. Hoy en día CETYS Universidad ofrece carreras profesionales y posgrados en las áreas de Administración y Negocios, Ingeniería y Humanidades; así como bachillerato general, bilingüe e internacional.

## Industria y comercio
La economía de Ensenada está impulsada por el comercio, como la pesca comercial, turismo, agricultura, la minería y, en menor grado, la industria maquiladora. Algunas de las empresas internacionales que manufacturan en Ensenada son Fender, Navico y Allegion.   
El único puerto de aguas profundas en Baja California es Ensenada y forma parte de las rutas marítimas estándares que conectan directamente con las ciudades de La Paz, Manzanillo, Mazatlán, Acapulco y Lázaro Cárdenas y con los puertos estadounidenses de San Diego, Long Beach y Los Ángeles. Además del puerto de Ensenada hay rutas hacia el guatemalteco Puerto Quetzal, la ciudad chilena de Valparaíso, la ciudad japonesa de Yokohama y la ciudad china de Hong Kong.
La actividad comercial de Ensenada se orienta principalmente al mercado interno. Entre 46% y 44% de los establecimientos se dedica al comercio al menudeo de productos no alimenticios, alimenticios y tabaco, y absorbe entre 43% y 30% del personal y entre 30% y 18% de las ventas comerciales.

## Arte y cultura

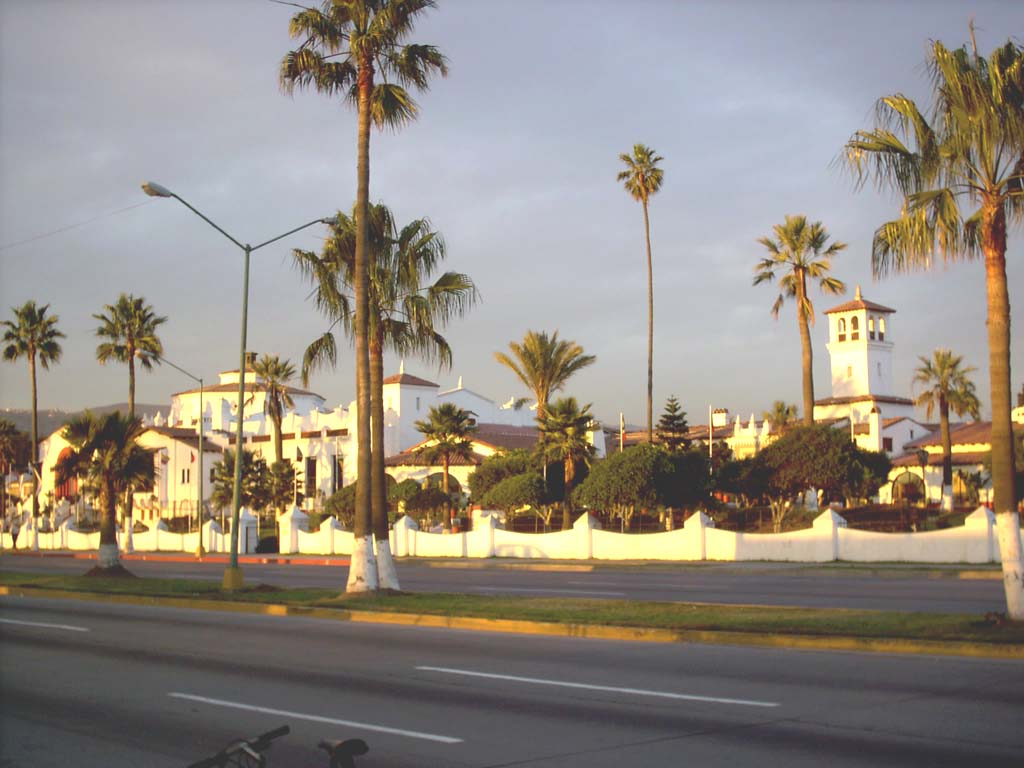
Riviera en Ensenada

En el aspecto cultural Ensenada tiene el Riviera, uno de los recintos sociales y culturales más destacados del puerto de Ensenada, cuya arquitectura data del decenio de 1930.  
Además, para atender y entretener a su población y visitantes con el arte de la ciudad, cuenta con los siguientes espacios culturales:
- Museo de Historia de Ensenada, A.C.: En sus 8 salas de exposiciones se muestran utensilios indígenas, objetos datados en época de las Misiones y pinturas que representan el pasado indígena. Está basado en los nativos de Baja California, las Misiones Españolas y los exploradores europeos. El museo fue inaugurado el 20 de mayo de 1993.
- Museo del Puerto.
- Museo Histórico Regional: En sus salas de exposición se describen la historia de los primeros pobladores de Baja California, la etnografía del estado y la región, la historia de la fundación de Ensenada y la historia del museo como antiguo cuartel militar. El museo fue fundado el 15 de mayo de 1995.
- Centro Estatal de las Artes (CEART): Tiene como objetivo elevar y exponer la calidad profesional de las artes con programas de formación, capacitación, investigación, experimentación, creación y difusión de diversas disciplinas artísticas. Fue construido en 2007.
- Galería de Pérez Meillón
- Galería de la Ciudad
- Galería La Esquina de Bodegas
- Sala de Tintos
- Teatro Universitario Benito Juárez
- Teatro de la Ciudad
- Teatro al Aire Libre del Riviera
- Caracol Centro Científico y Cultural, A.C
- Centro Cultural Riviera: En un edificio de arquitectura morisca, que fue Hotel y Casino de 1930 a 1935, donde se imparten clases de arte a jóvenes ensenadenses.[55]

## Arquitectura
El 27 de mayo de 2011, el historiador Manuel Guillén identificó los estéticos edificios funcionales de Ensenada como arquitectura Art Déco. Todo gracias a la observación en la verticalidad de la construcción con adornos escalonados y líneas curvas, justo como la geometría en los balcones de herrería que observó en el edificio de la Secretaría de Educación del Estado y Bienestar Social sobre la Ruíz, así como la combinación de elementos Art Déco con arquitectura neocolonial en la escuela primaria “La Corregidora¨ construida en 1922.

## Salud
El municipio posee servicios de salud adecuados; sin embargo, a causa de la dispersión de habitantes, hay comunidades que no tienen acceso a estos.
El municipio no cuenta con un hospital institucional para atender a los habitantes del Sur Profundo. Por lo que el primer nivel cuenta con 47 unidades de atención, 285 consultorios generales, 36 de atención abierta y 49 con seguridad social, y 465 particulares registrados.
El segundo nivel cuenta con 11 unidades; 4 privadas con 74 camas; 303, de medicina institucional.
El ISSSTE y el IMSS tienen contrato de cuatro y dos brigadas móviles respectivamente, para atender a la población rural. A su vez, el Instituto de Servicios de Salud del Estado contó con 20 auxiliares de salud para proporcionar los servicios del Paquete Básico de Servicios de Salud.

## Gastronomía

### Ciudad Creativa en Gastronomía por la UNESCO
Ensenada es la primera ciudad mexicana en formar parte de la Red de Ciudades Creativas de UNESCO en el rubro gastronómico. Como parte de la UCCN (UNESCO Creative Cities Network), encabeza el desarrollo de soluciones y tecnologías relacionadas con la gestión sostenible de los recursos naturales y de alimento, como una forma de preservar el paisaje natural, fortalecer la identidad cultural y promover el desarrollo de industrias creativas en México.
Ensenada es la ciudad productora de vino más grande de la región y del país. La diversidad de recursos naturales le dan la oportunidad para florecer en el sector gastronómico.
La visión de Ensenada en alimentos y gastronomía está alineada con su creatividad, sustentabilidad, innovación y diálogo intercultural. Entre otras iniciativas, el festival de Ensenada para Todos trae consigo a etnias minoritarias y grupos de inmigrantes para compartir la diversidad gastronómica. La ciudad también se enfoca en crear y usar sistemas de alimentos sustentables e innovadores a través de métodos e investigaciones científicas y programas urbanos, como el programa de Jardines Verdes Verticales con la meta de resolver problemas de seguridad en alimentos locales creando conciencia en el uso de métodos de cosecha amigables con el ecosistema.
Con el auge de los sectores de vino y pescados, Ensenada mantiene su liderazgo a través de sus programas como el Clúster del Vino, lanzado en 2008 por la Secretaría de Agricultura, Ganadería, Desarrollo Rural, Pesca y Alimentación. (SAGARPA). Este programa tiene como objetivo establecer puentes entre los productores locales, centros de investigación e instituciones gubernamentales, para trabajar en conjunto en el desarrollo de soluciones comunes e innovadoras relacionadas en el manejo sustentable de recursos naturales y alimentos.
Su cocina es sin duda, una de las más relevantes e innovadoras en la escena culinaria del México contemporáneo. Productora de 90% del vino mexicano, con más de 500 etiquetas, y nominada dentro del “Top 10 Food Cities “ por la Revista National Geographic Traveler en 2015; propuesta como “Mejor Destino Turístico de México” y “Mejor Destino Gourmet” por la revista Food & Travel en 2014. 

Ensenada es reconocida en todo México por la calidad y sabor de sus ingredientes de mar, la creatividad de sus productores de vino y cerveza artesanal, así como su sublime cocina urbana, aplaudida por chefs y críticos culinarios como Anthony Bourdain, Rick Bayless y Andrew Zimmern.

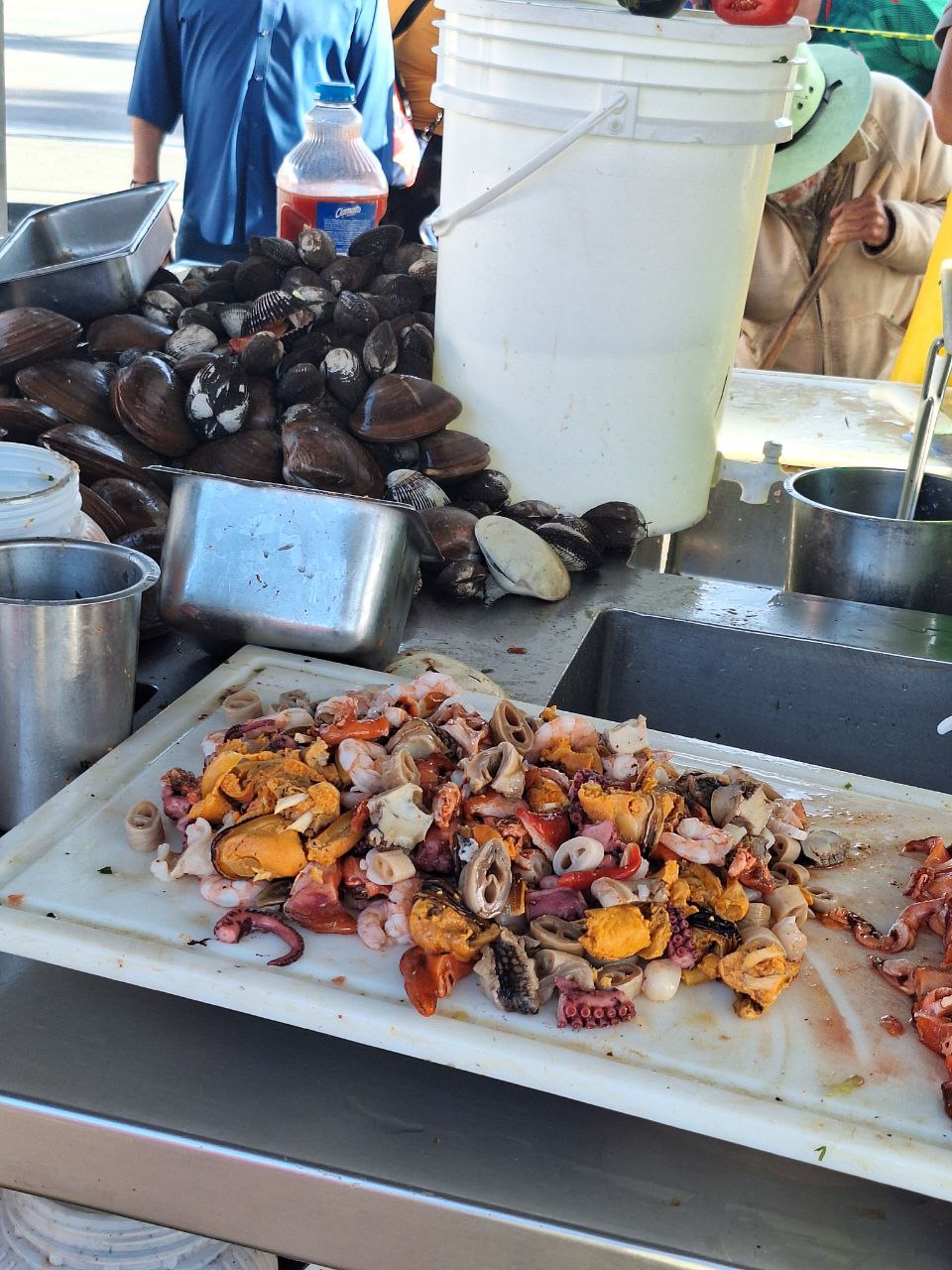
Carreta de mariscos
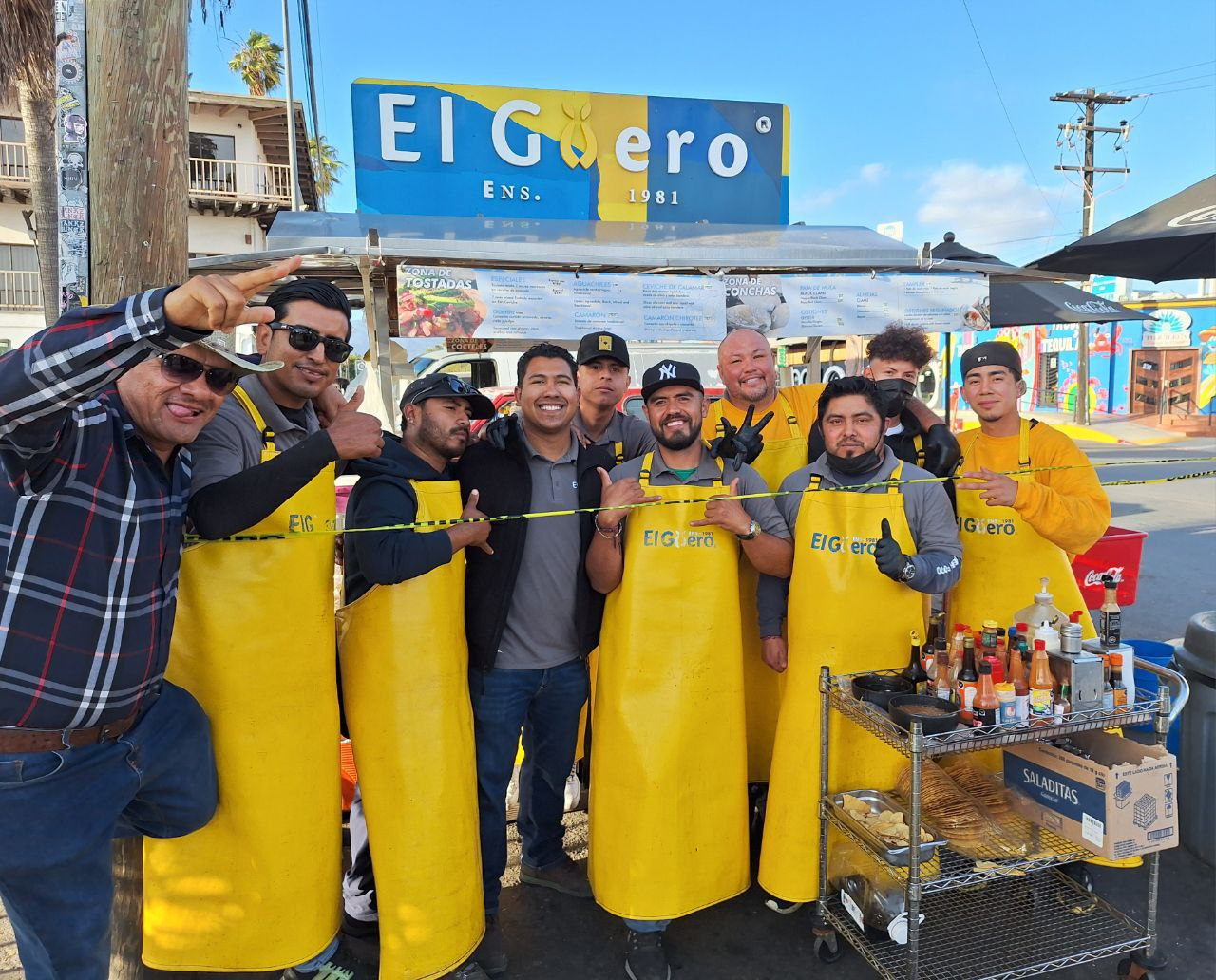
Carreta de mariscos "El Güero"

Ensenada forma parte de la Ruta Gastronómica de la Cultura del Vino y el Acuario del Mundo Archivado el 18 de abril de 2017 en Wayback Machine.; recorrido sensorial en donde la frescura de ceviches de atún y erizo, cocteles mixtos de almeja-pulpo-camarón, conchas abiertas, sashimi de abulón, tacos de tiburón capeado, o la langosta roja en mantequilla, dejan sentir lo exótico y abundante de un Océano Pacífico que marida perfecto junto a exquisitos vinos prémium del Valle de Guadalupe. Complementando la experiencia de sabor, con la frescura del ingrediente orgánico, deliciosos quesos, panes, aceites de oliva y cervezas artesanales de la región, a la magia seductora del paisaje bajacaliforniano.

### Tacos de pescado
Los tacos de pescado han sido por más de 30 años una receta original de los ensenadenses. La receta combina la tradicional tortilla de maíz y salsa mexicana "pico de gallo", además del producto más abundante de la zona, el pescado de las aguas del Pacífico bajacaliforniano.

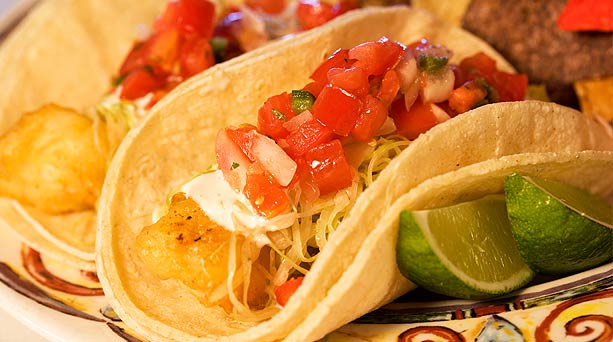
Tacos de pescado. Ensenada

Este platillo fue ideado por don Zeferino Mancillas hace más de 50 años. Zeferino fue un pescador cocinero que llegó a la Isla de Cedros en el decenio de 1950 en busca de empleo y oportunidades. En 1963 empezó a vender pescado entero en la playa, cerca del área del Riviera y lo que hoy es el bulevar Costero. Al principio comenzó vendiendo el pescado entero con tortillas. Sin embargo, tuvo ciertos problemas con las espinas del pescado, ya que ciertas especies emblemáticas de la zona, como la curvina, el rockott, y lenguado eran difíciles de filetear sin quitarles por completo las espinas. Cierto hombre conocido como "El Bachigualato" utilizó una especie no tan popular conocida como "angelito" para hacer tacos, con la que don Zefe decidió probar suerte. Al poco tiempo, tenía un puesto de tres juegos de mesas y sillas de segunda mano y se puso a vender pescado cerca del Mercado Negro. En ese tiempo, hizo su aportación a la receta de los tacos de pescado al capearlos con harina y después freírlos en manteca como muchos ensenadenses usan para preparar este platillo.

### Margaritas
La margarita es una de las bebidas más famosas del mundo, conocida como “La Reina de los Cócteles”, encontró su hogar en Ensenada, Baja California. Creación del David Negrete Covarrubias, quien llegó a Baja California en los primeros años del decenio de 1940 y se estableció en el puerto, donde trabajó en importantes bares de esa época como el Hotel Cadillac y el antiguo Casino Riviera del Pacífico, para después convertirse en comerciante del ramo hotelero y restaurantero del puerto.
Cuenta la historia que en una ocasión, estando el señor Negrete o “Deny” como mejor era conocido, atendiendo la barra como normalmente solía hacerlo, una clienta y amiga suya le solicitó una bebida con sal, puesto que ella disfrutaba de tomar sus bebidas con sal y le causaba molestia el estar poniéndoles sal a cada momento.
Fue así como en ese instante “Deny” tomó la martinera o vaso “chequeador”, exprimió una onza de limón, agregó una onza y media de tequila y tres cuartos de onza de Cointreau (licor de naranja), para después tomar una copa champañera de aquella época, humedeciendo el cuello de la copa con limón, después escarcharla con sal, formando en ella un anillo blanco y sirviendo así por primera vez el coctel “Margarita”, haciendo honor a su amiga, la señorita Margarita King Plant.
Algún tiempo después esta bebida se dio a conocer al mundo por su original presentación y su sabor, en la Primera Regata de Newport Beach California a Ensenada en el año de 1950. Y hasta la fecha y en todo el mundo se sirve en una copa margaritera escarchada con sal.

### Cerveza artesanal
En los últimos 20 años, Ensenada ha experimentado el crecimiento de tres diferentes industrias culturales, es decir, la vitivinícola, la gastronómica y la de cerveza artesanal; lo que ha perfilado a la ciudad como un polo cultural y creativo en formación, proyectándola a nivel nacional e internacional, y a su vez, ha mostrado el potencial de las industrias culturales como una alternativa a la innovación tecnológica. 
Con eventos como el "Beer Fest", festival de cerveza artesanal más importante de México, y premiaciones nacionales a sus cervecerías, Ensenada se ha posicionado como uno de los destinos de cerveza artesanal más importantes del país, y con Tijuana y Mexicali, Baja California es conocida como "Capital de la cerveza artesanal de México". 
Algunas de las cervecerías más importantes de Ensenada y México son:
Wendlandt: Su tasting room está localizado en la delegación de El Sauzal de Rodríguez, Ensenada, Baja California y un tap room en la Zona Centro de Ensenada. Nominada como mejor cervecería artesanal de México en 2015 y 2019 por Cerveza México. Las cervezas más premiadas son: Veraniega (Blond Ale), Perro del mar (IPA Americana), Super Harry (Alta Graduación), y Foca Parlante (Stout Americana).
Agua Mala: Localizada en El Sauzal de Rodríguez, Ensenada, Baja California. Sus cervezas más premiadas son: Astillero (Imperial IPA), Mantarraya (Outmeal Stout), Sirena (Pilsner), Mako (Pale Ale) y Marea Roja (Red IPA).

## Deportes
En Ensenada se cuenta con instalaciones públicas en la zona urbana, considerándose dentro de estas: 8 canchas de usos múltiples (básquetbol, voleibol y fútbol), 12 canchas sencillas (básquetbol y voleibol), 10 unidades deportivas que albergan las disciplinas de básquetbol, voleibol, atletismo, fútbol, entre otros; 11 campos de fútbol y un gimnasio de básquetbol donde también se practica el voleibol y otras disciplinas deportivas (box, lucha, karate y tenis de mesa).
Actualmente en la zona rural se cuenta con la siguiente infraestructura deportiva: 16 campos de fútbol, 13 campos de béisbol, 12 canchas de básquetbol que funcionan de la misma manera para el voleibol, 3 miniunidades y una pista de atletismo.
Ensenada también cuenta con un CAR (centro deportivo de alto rendimiento). Se inauguró después de dos años de su construcción el 21 de octubre de 2010. Según Saúl Castro Verdugo, el CAR tendría la finalidad de que los talentos locales pudiesen desarrollar sus habilidades con un alto nivel de perfeccionamiento.
Entre los deportes más populares de Ensenada se encuentran el fútbol y el béisbol. Existen varios equipos deportivos en Ensenada pero los más destacados son:
- Marineros de Ensenada (béisbol Liga Norte de México).
- Pescadores de Ensenada FC (fútbol tercera división de México).
- Cuervos de Ensenada (fútbol segunda división de México).
- Diablos de Ensenada (fútbol) tercera división de México.
- Tiburones Blancos de Ensenada (fútbol) tercera división de México.
- Atlético Ensenada (fútbol)  Liga de Balompié Mexicano.

### Reserva mundial de surf
La ciudad de Ensenada es conocida como la cuna del surf mexicano y fue aprobada para ser una reserva mundial de surf el 21 de junio de 2014. Además, esta es la sexta reserva mundial de surf y la primera y única en México; elegida por sus olas de alta calidad, características ambientales distintivas, historia del surf y apoyo de la comunidad; la bahía de Todos Santos presenta y combina todos estos atributos de una manera única. La costa del Pacífico mexicana está bendecida con unos de los mejores surf breaks en el mundo. Baja California hereda algunos puntos de surf muy importantes como Todos Santos, San Miguel, Salsipuedes, entre otros.
Su historia en el surf comienza cuando los californianos se movían al sur para montar olas en San Miguel. La bahía de Todos Santos es por excelencia un destino de surf con extensas variedades de grandes olas como point break, XXL reefs y beach breaks. La historia del surf mexicano comenzó con estas olas y generaciones de surfistas internacionales y mexicanos que han surfeado ahí a través de los años. Surfistas Ensenadenses en la década de los 60, fueron campeones mundiales de surf. Ingnacio "Nacho" Cota y "Tribi" Hernández.  

En el corazón de la Reserva Mundial de Surf en bahía de Todos Santos, la cuenca de San Miguel es un ecosistema ribereño crítico que contribuye con la arena y guijarro necesario para formar la típica ola en San Miguel. La cuenca que termina en San Miguel es una de las menos perturbadas en Ensenada y abarca aproximadamente 120 acres (48 hectáreas). El área ribereña adyacente a este punto, está llena de olmos, robles y especies nativas e importantes de la región. La preservación del arroyo es altamente necesaria para la protección crítica del hábitat ribereño, oportunidades de recreación y el área cercana a la costa de San Miguel.

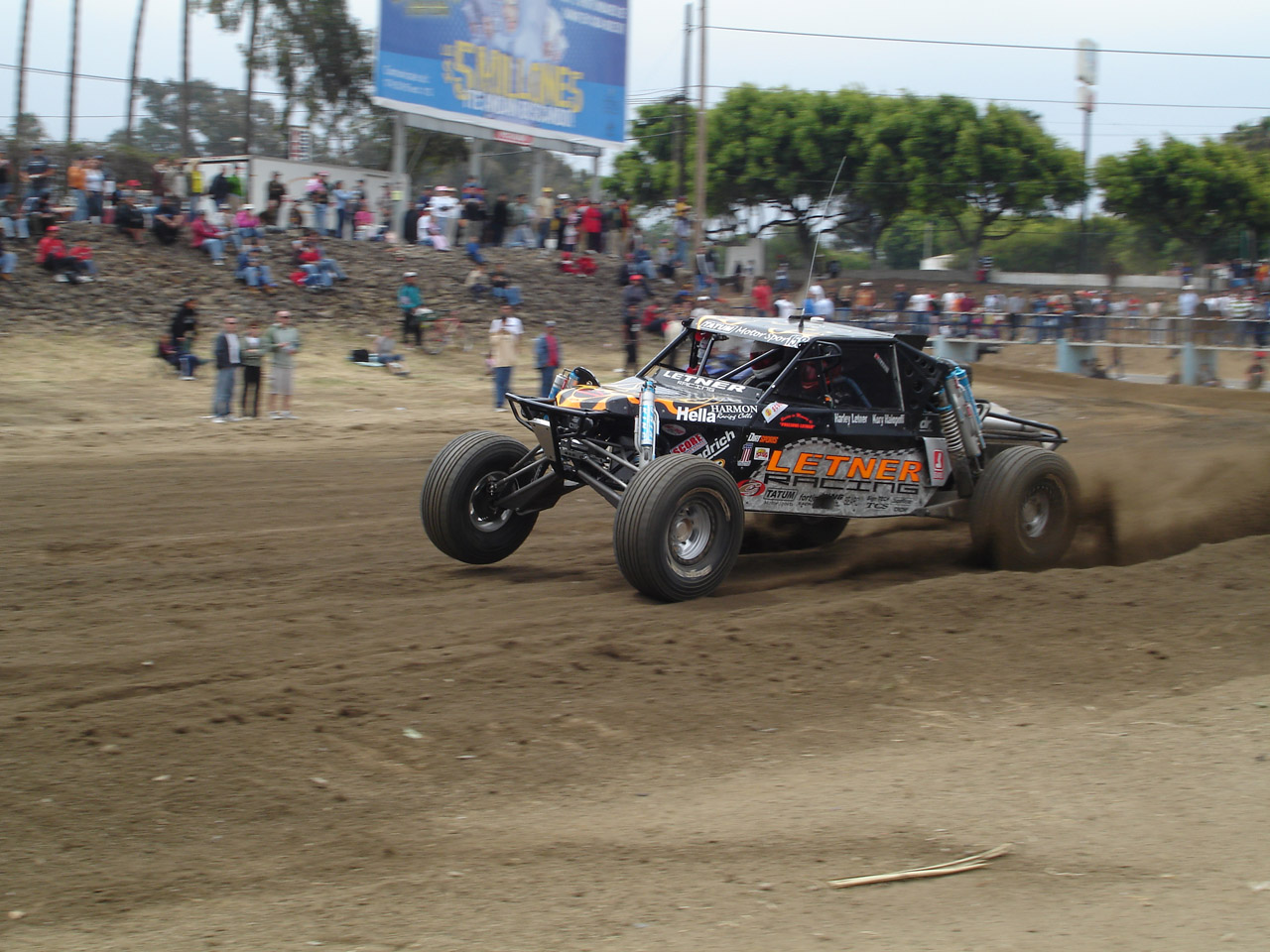
Baja 500.

### Carreras Off-Road
La Baja 1000 es una carrera fuera de camino (Off Road) que se realiza en el mes de noviembre en el desierto de la península de Baja California, México. Tradicionalmente comienza en la ciudad-puerto de Ensenada y termina en la ciudad-puerto de La Paz, BCS. Tiene un recorrido aproximado a las 1000 millas a esto debe su nombre.
La Baja 500 se realiza en el mes de junio, tradicionalmente comienza y termina en la ciudad y puerto de Ensenada. Tiene un recorrido de alrededor de 500 millas, que varía año con año de acuerdo al diseño del recorrido.

## Personajes destacados de Ensenada
- José Joaquín Arrillaga: Fue el gobernador de Baja California en 1804, y quien asignó el predio de la Ensenada, al primer propietario José Manuel Ruíz.
- California Odha Zertuche Díaz: Fue ingeniera civil. Promovió la instalación de la infraestructura pluvial en el municipio.
- Jorge "El Negro" Guzmán: Beisbolista.
- Raúl Ramírez: Tenista.
- César Abiam Solano: Director y Productor de cine y televisión.
- Daniel Corral: Gimnasta olímpico.
- Daniel Garibay: Beisbolista.
- Olaf Alonso: Peleador de AMM.
- Ramón Cota Agundez: Periodista.
- Isaac del Toro Romero: Ciclista, Subcampeón Giro de Italia 2025 .
- Joatam de Basabe: Periodista.
- Luis Cresencio Sandoval:[68]  actual Secretario de Defensa de México.
- Arturo "Mariguas" Núñez Hernández:[69] Considerado uno de los mejores jugadores del videojuego Super Smash Bros. 64 a escala mundial.
- José Fernández Vásquez 11: jugador profesional de free fire y participante de la voz kids.
- Enrique Avilez: Escultor que hizo una figura pública de 12 metros de largo en CEART Ensenada
- Sergio Crespo Ortiz: Cineasta y jugador profesional de Petanca, seleccionado nacional, África 2023.
- Bernardo Rascón: Célebre Abogado.

## Lista de canales en Ensenada
- XHENE-TDT Azteca Uno
- XHENE-TDT adn 40
- XHEBC-TDT Las Estrellas
- XHS-TDT 4 XHS
- XHENJ-TDT Canal 5
- XHENT-TDT Azteca 7
- XHENT-TDT a+